# Aguascalientes (Aguascalientes)
Aguascalientes (/aɣ̞waska'ljen̪t̪es/ⓘ) es una ciudad mexicana, capital y ciudad más poblada del estado homónimo y cabecera municipal del municipio del mismo nombre. Cuenta, según datos del último censo del INEGI en 2020, con una población de 863 893 habitantes siendo de esta manera la 15.ª ciudad más poblada de México mientras que la Zona Metropolitana de Aguascalientes es la 13.ª zona metropolitana más poblada de México con una población de 1,140,916 habitantes.
El conjunto histórico de la ciudad de Aguascalientes es Patrimonio de la Humanidad por la UNESCO como parte del patrimonio del Camino Real de Tierra Adentro. La ciudad se encuentra en la zona centro-sur del estado, en el valle que lleva su mismo nombre. Es parte de la macrorregión del Bajío.
Es conocida por sus textiles, su pujante industria electrónica y automotriz, su Feria Nacional de San Marcos, así como por tener una arraigada cultura taurina y de fiesta brava. Debido a sus atractivos turísticos y por ser un importante polo de desarrollo regional, recibe una cantidad considerable de visitantes internacionales, principalmente de Estados Unidos, España, Japón, Francia y Argentina.

## Toponimia
El nombre de la ciudad se debe a la abundancia de aguas termales, por lo cual fue nombrada Villa de Nuestra Señora de la Asunción de las Aguas Calientes. La existencia de estas aguas termales dio origen a baños para uso general de la población, como los Antiguos Baños de Ojo Caliente (aún en uso) y Los Arquitos, estos últimos adaptados como centro cultural. La ciudad de Aguascalientes se localiza en la Altiplanicie Meridional conjuntamente con los estados de Guanajuato, Jalisco, Michoacán, y Zacatecas, precisamente al norte del Eje Neovolcánico, y en el valle del mismo nombre. Allí se encuentran (ahora en menor cantidad) manantiales de aguas termales a los que deben su nombre el estado y la capital.

### Gentilicio
El gentilicio para los capitalinos es el mismo que para los habitantes del estado: aguascalentense o hidrocálido (a).

## Geografía física

### Clima
Por situarse al sur del Trópico de Cáncer y con una altitud de 1,880 m s. n. m., su temperatura media anual es de 18 °C. El mes más cálido es junio; y el más frío, enero. La oscilación de la temperatura no es mayor a 10 °C. El clima en la ciudad (como en todo el Valle de Aguascalientes) es estepario o ligeramente continental. La precipitación anual promedio es de 500 mm, y la temporada de lluvias es el verano (iniciando a finales de junio y terminando a finales de septiembre).
La temperatura más alta registrada en la ciudad ocurrió el 3 de junio de 2018 cuando en la ciudad se alcanzaron los 41 °C. Por otro lado la temperatura más baja registra en la ciudad fue el 11 de enero de 1964 cuando el termómetro descendió hasta los -8 °C tras una gran tormenta de nieve que cubrió a toda la ciudad.
El 12 de diciembre del año 1997, tras más de 20 años sin registrar este fenómeno, Aguascalientes registró una nevada que sorprendió a la población. La nieve alcanzó los 8 cm de espesor y el termómetro descendió hasta los -7.5 °C.
Sin embargo el 8 de diciembre de 2017 la ciudad registro una temperatura de -7 °C, con una sensación térmica de -10 °C, esto tras el paso de una tormenta invernal; sin embargo solo en las zonas altas de la ciudad se registró una ligera caída de aguanieve.
| Parámetros climáticos promedio de Aguascalientes (normales 1991-2020) | Parámetros climáticos promedio de Aguascalientes (normales 1991-2020) | Parámetros climáticos promedio de Aguascalientes (normales 1991-2020) | Parámetros climáticos promedio de Aguascalientes (normales 1991-2020) | Parámetros climáticos promedio de Aguascalientes (normales 1991-2020) | Parámetros climáticos promedio de Aguascalientes (normales 1991-2020) | Parámetros climáticos promedio de Aguascalientes (normales 1991-2020) | Parámetros climáticos promedio de Aguascalientes (normales 1991-2020) | Parámetros climáticos promedio de Aguascalientes (normales 1991-2020) | Parámetros climáticos promedio de Aguascalientes (normales 1991-2020) | Parámetros climáticos promedio de Aguascalientes (normales 1991-2020) | Parámetros climáticos promedio de Aguascalientes (normales 1991-2020) | Parámetros climáticos promedio de Aguascalientes (normales 1991-2020) | Parámetros climáticos promedio de Aguascalientes (normales 1991-2020) |
| Mes                                                                   | Ene.                                                                  | Feb.                                                                  | Mar.                                                                  | Abr.                                                                  | May.                                                                  | Jun.                                                                  | Jul.                                                                  | Ago.                                                                  | Sep.                                                                  | Oct.                                                                  | Nov.                                                                  | Dic.                                                                  | Anual                                                                 |
| --------------------------------------------------------------------- | --------------------------------------------------------------------- | --------------------------------------------------------------------- | --------------------------------------------------------------------- | --------------------------------------------------------------------- | --------------------------------------------------------------------- | --------------------------------------------------------------------- | --------------------------------------------------------------------- | --------------------------------------------------------------------- | --------------------------------------------------------------------- | --------------------------------------------------------------------- | --------------------------------------------------------------------- | --------------------------------------------------------------------- | --------------------------------------------------------------------- |
| Temp. máx. abs. (°C)                                                  | 31.2                                                                  | 32                                                                    | 33.3                                                                  | 34.4                                                                  | 38.4                                                                  | 34                                                                    | 33.4                                                                  | 31.1                                                                  | 29.6                                                                  | 30.2                                                                  | 31.2                                                                  | 29                                                                    | 38.4                                                                  |
| Temp. máx. media (°C)                                                 | 22.7                                                                  | 25.1                                                                  | 27.4                                                                  | 29.9                                                                  | 31.5                                                                  | 30.2                                                                  | 28.1                                                                  | 28                                                                    | 26.8                                                                  | 26.4                                                                  | 24.9                                                                  | 23.2                                                                  | 27.0                                                                  |
| Temp. media (°C)                                                      | 14.3                                                                  | 16.4                                                                  | 18.7                                                                  | 21.3                                                                  | 23.5                                                                  | 23.4                                                                  | 21.9                                                                  | 21.8                                                                  | 21.0                                                                  | 19.5                                                                  | 16.9                                                                  | 14.8                                                                  | 19.5                                                                  |
| Temp. mín. media (°C)                                                 | 5.8                                                                   | 7.7                                                                   | 10.0                                                                  | 12.8                                                                  | 15.5                                                                  | 16.7                                                                  | 15.7                                                                  | 15.6                                                                  | 15.2                                                                  | 12.7                                                                  | 8.9                                                                   | 6.3                                                                   | 11.9                                                                  |
| Temp. mín. abs. (°C)                                                  | -2                                                                    | -1                                                                    | 1                                                                     | 5                                                                     | 8                                                                     | 9                                                                     | 6.5                                                                   | 10                                                                    | 9                                                                     | 4.5                                                                   | -3.5                                                                  | -5                                                                    | -5                                                                    |
| Precipitación total (mm)                                              | 16.5                                                                  | 12.1                                                                  | 6.5                                                                   | 4.3                                                                   | 18.8                                                                  | 95.1                                                                  | 136.6                                                                 | 110.2                                                                 | 96.1                                                                  | 33                                                                    | 8.9                                                                   | 8.4                                                                   | 546.5                                                                 |
| Fuente: SMN                                                           |                                                                       |                                                                       |                                                                       |                                                                       |                                                                       |                                                                       |                                                                       |                                                                       |                                                                       |                                                                       |                                                                       |                                                                       |                                                                       |

### Hidrografía y orografía
Como la ciudad de Aguascalientes y el estado se encuentran situados en la Altiplanicie Mexicana, junto con los estados de Guanajuato, Querétaro y partes de Zacatecas, Jalisco y Michoacán, las precipitaciones son escasas y se hacen abundantes hacia el sur. Los cauces de ríos son escasos. El río San Pedro o río Aguascalientes bordea la ciudad entrando por el norte, luego la rodea por todo el poniente para alejarse por el surponiente, a los que se unen por el oriente (ahora todos ellos entubados) el arroyo del Cedazo y Pirules. Este primero corre por debajo de la avenida Adolfo López Mateos hasta encontrarse con el río San Pedro, que es a su vez un afluente del río Santiago. Se encuentra sin corrientes fluviales de gran caudal.

## Historia

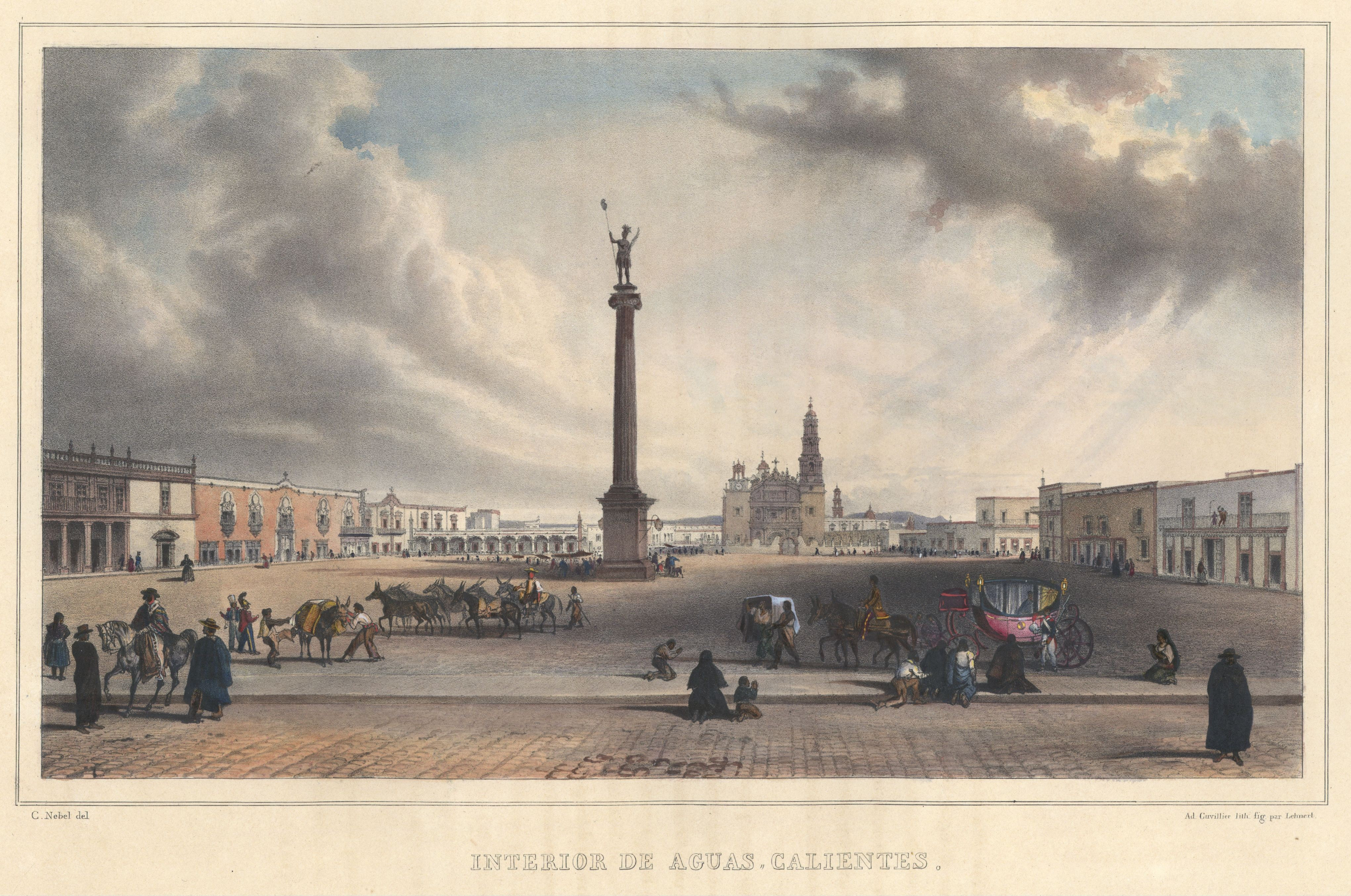
Aguascalientes hacia 1836, por Carl Nebel.

Tras la llegada de Cortés y la caída de Tenochtitlán en 1521, la conquista llevó a muchos españoles aventureros a avanzar hacia el norte en busca de fortuna. Estas tierras, además de ser más áridas que las que habían encontrado en Veracruz y en el Valle de México, estaban habitadas por indígenas que en su mayoría eran nómadas y que pronto se convirtieron en el terror de los todavía mal trazados caminos que conectaban a la Nueva España con esta otra parte del territorio, al cual se le dio el nombre de la Nueva Galicia. Su territorio, siendo el núcleo de la formación de su entidad homónima, estuvo siempre ligado a Jalisco y Zacatecas, primero siendo esta provincia del Reino de Nueva Galicia entre 1575 y 1786; y posteriormente como Intendencia (1786-1821), y finalmente como Estado o Departamento (1821-1857), hasta su separación de esta y erección como entidad federativa en 1857. La metrópoli a finales de 2012 llegó a más de 1 millón de habitantes.
La audiencia de la Nueva Galicia –institución encargada del gobierno y la administración de los nuevos territorios— se asentó en Guadalajara, al tiempo que se descubrían yacimientos de plata en el cerro de la Bufa, donde no tardarían en aparecer las minas de Zacatecas. Estas minas llegaron a ser el motor económico de la Nueva Galicia y su explotación hizo necesario abrir caminos no solamente entre Guadalajara y Zacatecas, sino también entre las minas y la Ciudad de México, Querétaro y Michoacán, a donde se llevaba buena parte de la plata extraída.
Desde el principio los caminos fueron asaltados por grupos de chichimecas (que así se les llamaba a los indios de la frontera norte de la Nueva España) y debido a la constancia de los ataques, comenzó una guerra que se extendió durante toda la segunda mitad del siglo XVI. Por esta razón los españoles establecieron villas a lo largo de los caminos. Estas eran a la vez puestos fortificados y lugares de descanso para los viajeros. De esta manera nació Santa María de los Lagos en 1563 y algunos años más tarde salieron de allí los colonos que fundarían la ciudad de Aguascalientes. Estos pobladores eran gente de origen más bien humilde, que salieron de la villa de Lagos (hoy Lagos de Moreno) debido a los abusos de las autoridades locales y también por el deseo que tenían de obtener nuevas mercedes de tierra.
Fue parte de la provincia de Nueva Galicia, actual Nayarit y Jalisco, en el Reino de Nueva Galicia entre su fundación y 1786, y de la Intendencia de Guadalajara de 1786 a 1821.
Durante el Segundo Imperio Mexicano del archiduque de Austria Maximiliano, los Altos de Jalisco forman parte del Departamento de Aguascalientes, como una continuación natural, tomando en cuenta aspectos culturales y geográficos.
Las divisiones territoriales a través de la historia de México, generalmente han estado ligadas a cambios políticos y no a una distribución espacial tendiente a mejorar el desarrollo administrativo, económico y social del territorio nacional. El 3 de marzo de 1865 apareció uno de los decretos más importantes del gobierno de Maximiliano para la primera división del territorio del nuevo Imperio y que fue publicado en el Diario del Imperio el 13 de marzo del mismo año.  
Dicha misión le fue encomendada a don Manuel Orozco y Berra (1816-1881) y esta división fue realizada según las bases siguientes: 
1. La extensión total del territorio del país quedará dividida por lo menos en cincuenta departamentos.
2. Se elegirán en cuanto sea posible límites naturales para la subdivisión.
3. Para la extensión superficial de cada departamento se atenderá a la configuración del terreno, clima y elementos todos de producción de manera que se pueda conseguir con el transcurso del tiempo la igualdad del número de habitantes en cada uno.

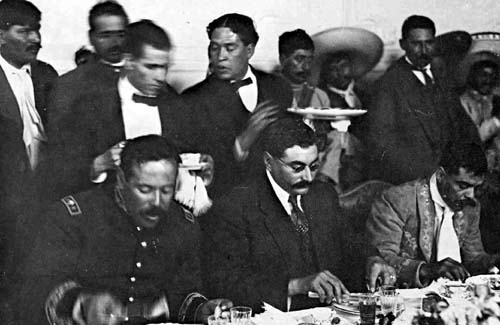
Francisco Villa, Eulalio Gutiérrez y Emiliano Zapata en la Convención Revolucionaria de 1914.

Durante el Porfiriato la ciudad experimentó una explosión poblacional y cultural, debida a la llegada del complejo industrial de talleres del Ferrocarril Central Mexicano, que se instalaron en el poblado. Muchos artistas locales de renombre nacional e internacional datan de la época, como Manuel M. Ponce, Jesús F. Contreras, Saturnino Herrán, López Velarde, entre otros. La ciudad de Aguascalientes fue elegida para continuar la Convención Revolucionaria de 1914, también conocida como Convención de Aguascalientes de 1914, un importante suceso político durante la Revolución Mexicana.

### Los cinco barrios antiguos
Son cuatro antiguos barrios que en la etapa de la fundación de la ciudad eran caseríos separados entre sí. Estos son "El Barrio del Encino (Barrio de Triana)" el más antiguo de todos, "El Barrio de Guadalupe" donde se encuentra el Templo de Guadalupe, importante joya histórica de la ciudad, "El Barrio de la Salud" lugar de huertos y casonas españolas y "El Barrio de San Marcos", antiguo barrio de indígenas en donde se desarrolla la Feria Nacional de San Marcos y donde se encuentra el "Templo y Jardín de San Marcos". Podríamos agregar en esta mención un quinto barrio, que aunque no es de la época colonial sino del Porfiriato, tiene una belleza e importancia histórica en el desarrollo de la ciudad: "El Barrio de la Estación" con amplias calles y en donde se encuentra el complejo ferroviario "Tres Centurias".
Barrio del Encino (Barrio de Triana): se encuentra al centro-sur de la avenida Adolfo López Mateos a cinco minutos caminando de la plaza de Armas de la ciudad. Limita el barrio al norte con la avenida Adolfo López Mateos, al sur con paseo de la Cruz, al este con la avenida José María Chávez y al este con la avenida Josefa Ortiz de Domínguez. En el centro del barrio se alza el Templo del Encino cuya advocación es el Cristo Negro de Encino y cuya celebración se realiza en el mes de noviembre en las calles del barrio, junto al templo se encuentra el museo José Guadalupe Posada dedicado a este importante personaje de Aguascalientes y caricaturista famoso por la creación de "La Catrina", frente al templo se encuentra el jardín del Encino con una sencilla fuente al centro, en la acera opuesta al Templo se encuentra 3 famosos y típicos restaurantes de la ciudad, y la casa parroquial, así como un bello andador.
Barrio de Guadalupe: este barrio se encuentra al poniente del centro de la ciudad a diez minutos caminando de la plaza de Armas. Limita al norte con la calle Benjamín de la Mora, al sur con la calle Emiliano Zapata, al poniente con cementerio de la Cruz y la calle doctor Pedro de Alba y al oriente con la calle Guadalupe Victoria. Las atracciones de este barrio son el templo de Guadalupe de estilo barroco por fuera y con retablos de madera de los más antiguos de la región. El jardín de Guadalupe, es una bella explanada repleta de fresnos y álamos con un quiosco al centro. Al extremo poniente de este barrio se encuentran dos de los cementerios más tradicionales de la ciudad "Los Ángeles" y "De la Cruz".
Barrio de San Marcos: es quizá por su importancia dentro de la vida de Aguascalientes uno de los más conocidos barrios de la ciudad y sin duda el más visitado por los turistas, a unos cinco minutos caminando en dirección poniente de la plaza principal. El barrio de San Marcos nació como un pueblo de indios, y su rezago histórico frente a los barrios españoles es apreciable en la arquitectura bastante austera de su templo. Limita al norte con la calle Emiliano Zapata (calle que lo separa del barrio de Guadalupe), al sur con el complejo comercial y de servicios Expoplaza (antiguamente con la avenida Adolfo López Mateos) y con la calle Rayón, al poniente con la calle doctor Pedro de Alba y al oriente con la calle Matamoros. En él se desarrolla la "Feria Nacional de San Marcos" la feria más importante de México. En el barrio se encuentra el templo de San Marcos y el jardín del mismo nombre, que antiguamente formaba parte de la propiedad del templo. El jardín de San Marcos es una cuadra rodeada de una hermosa balaustrada en cantera rosa con 4 puertas al centro de cada costado, las cuatro esquinas están rematadas con un rosetón, alrededor del jardín se sitúan diferentes edificios históricos, en la esquina nororiente la antigua "Plaza de Toros San Marcos" actual sede de la Escuela taurina de Aguascalientes, el antiguo Salón de los Globos, famoso por sus eventos durante la Feria Nacional de San Marcos en los años 50, 60 y 70. Al límite sur del barrio podemos encontrar el complejo comercial Expo-plaza, el hotel Fiesta Americana, y la plaza monumental de Toros de Aguascalientes.
Barrio de la Salud: al sudoriente del centro de la ciudad se encuentra este barrio, unos 20 minutos caminando de la plaza de Armas de la ciudad, cerca del cerrito de la Cruz. Limita al norte con paseo de la Cruz, al sur con av. Convención 1914 Sur y con la avenida Ayuntamiento, al poniente con la avenida Ayuntamiento y al oriente con la avenida Héroe de Nacozari.
En este barrio se inició la devoción al Señor de la Salud, el templo tiene más de 150 años de historia y en su interior se encuentran bellos murales, en este barrio además se venera a la Santa Cruz el día 3 de mayo, era popular por sus huertos frutales de higos, membrillos, granadas y chabacanos. Aquí se encuentra uno de los cementerios más antiguos de la ciudad de Aguascalientes el "Panteón de la Salud". Existe también sobre la avenida Héroe de Nacozari instalado uno de los hoteles de mayor categoría "La Noria" en la ciudad, con 2 salones para eventos y un restaurante de alta cocina. Frente al templo de la Salud se puede encontrar el jardín del mismo nombre.
Barrio de la Estación (Barrio de la Purísima): se encuentra al oriente del centro de la ciudad, a 20 minutos caminando de la plaza de Armas. Limita al norte con la calle Decreto 27 de septiembre, al sur con la avenida Adolfo López Mateos, al poniente con la calle general Miguel Barragán e Ignacio T. Chávez y al oriente con la avenida Gómez Morín. En él se encuentra el complejo ferroviario "Tres Centurias" que alberga lo que fueran los antiguos talleres de ferrocarriles de Aguascalientes, sala de máquinas, comedor, la antigua estación del ferrocarril. Alberga además los antiguos baños termales de Los Arquitos y de Ojocaliente, a los cuales la ciudad debe su nombre. También destaca por ser la zona con más recintos deportivos de la ciudad.

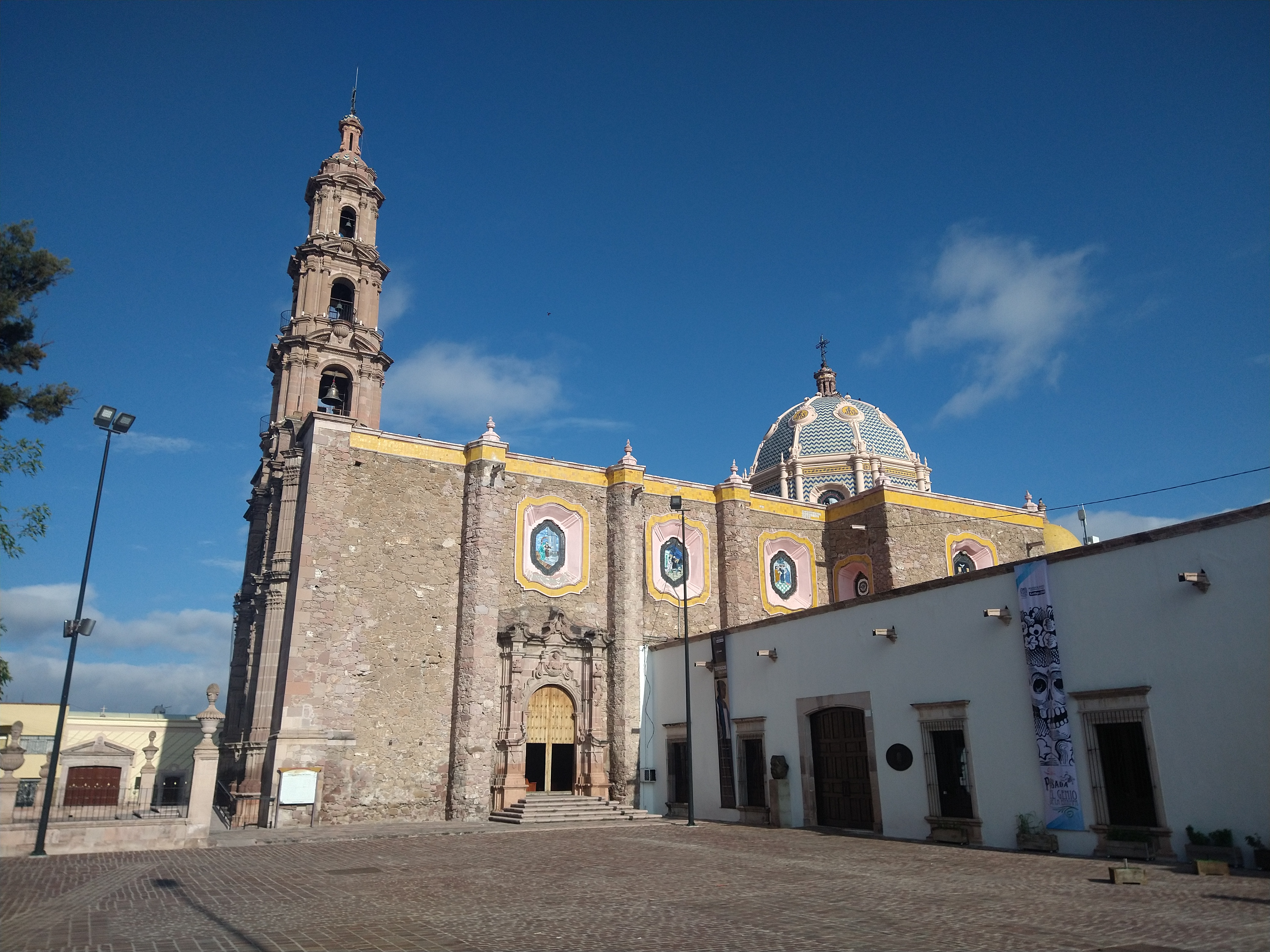
Templo del Encino y Museo José Guadalupe Posada.
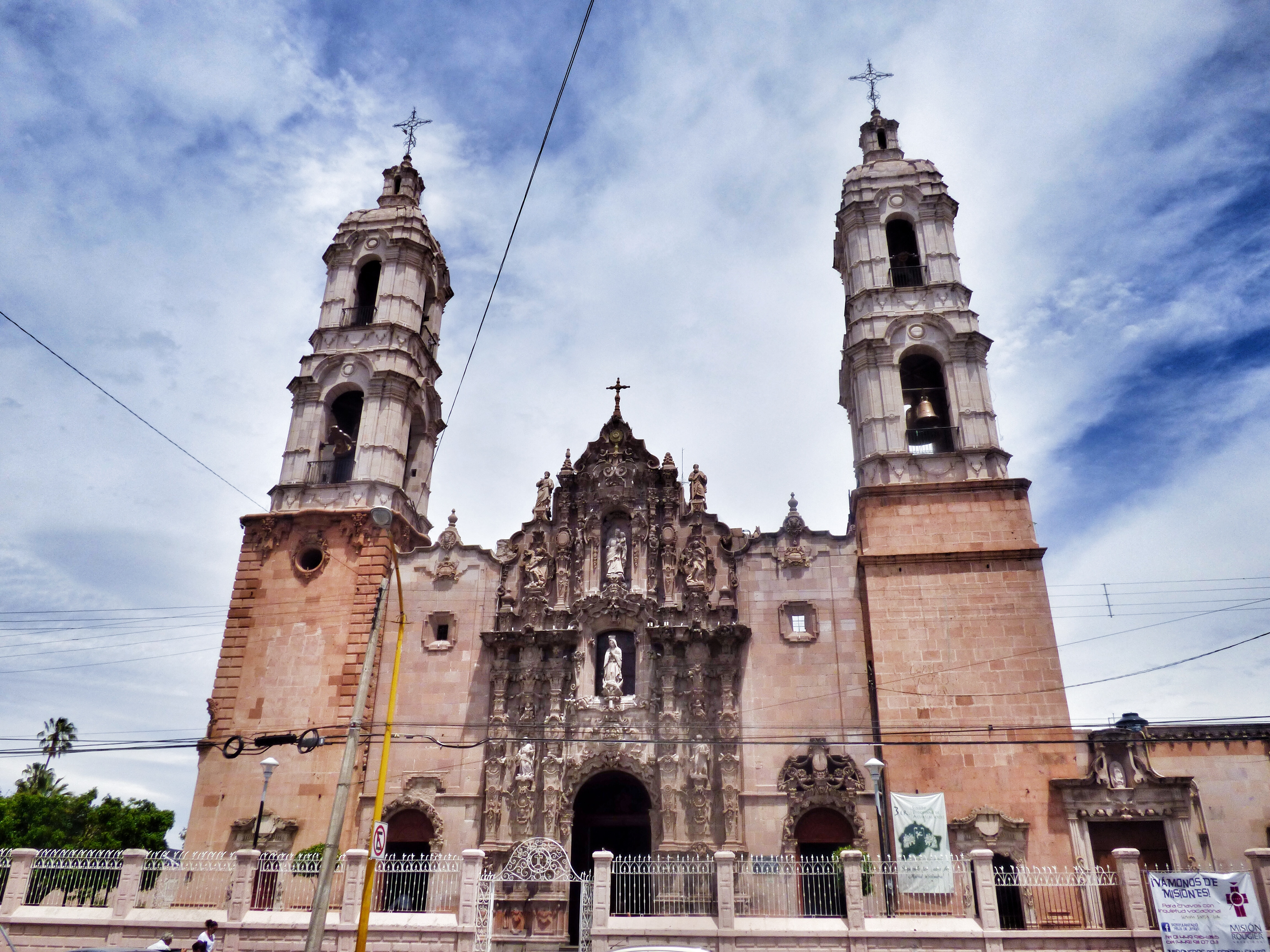
Templo de Guadalupe.
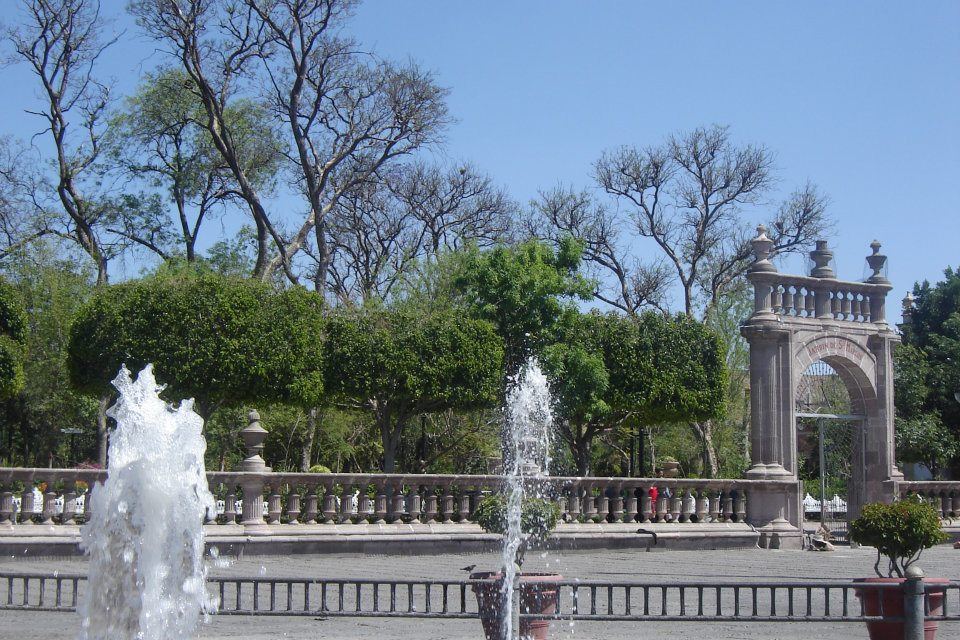
Jardín de San Marcos.
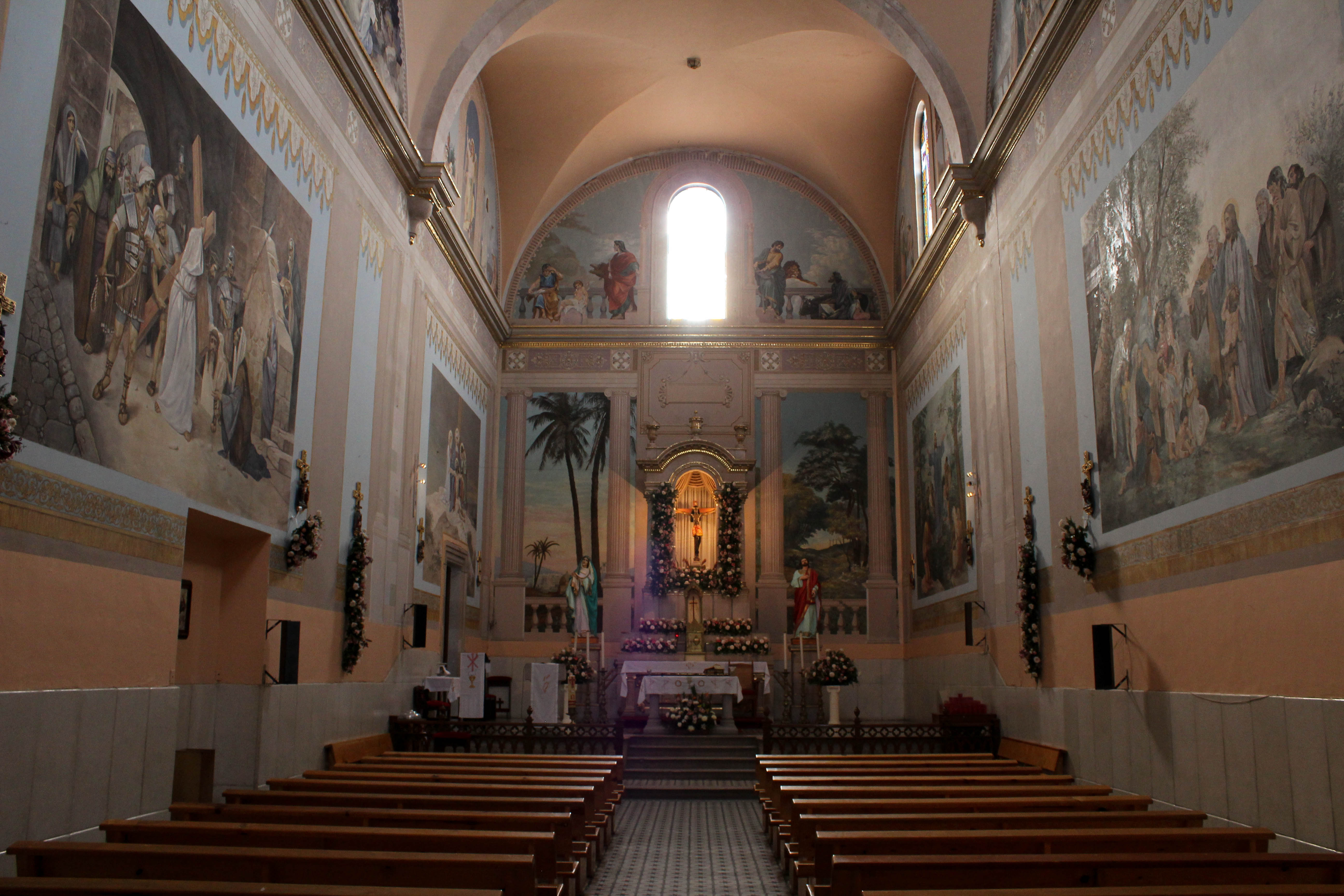
Templo de la Virgen de la Salud.
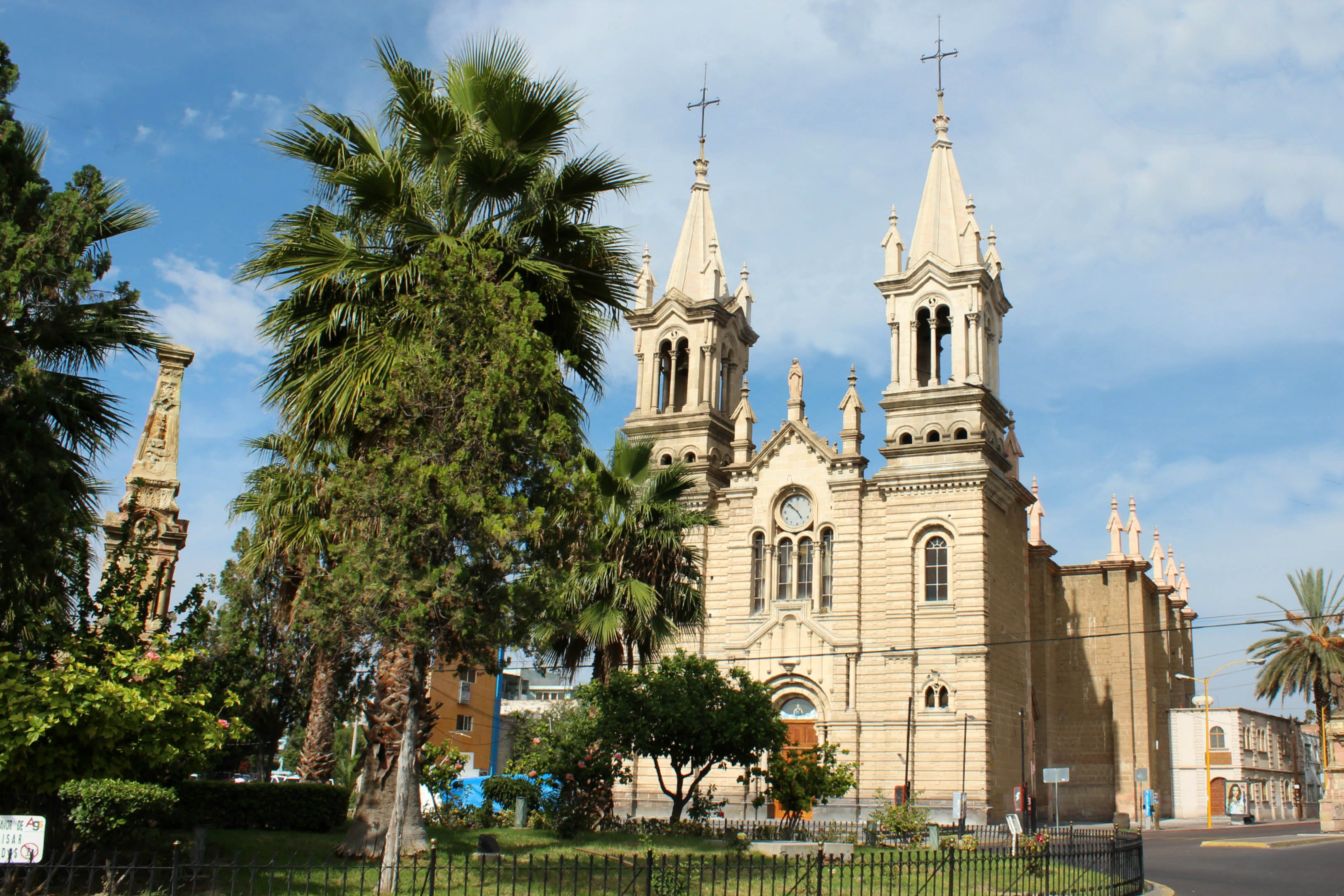
Templo de la Purísima Concepción.

## Sitios de interés
En la ciudad se pueden visitar distintos edificios cívicos, culturales y religiosos, los cuales son:
Edificios cívicos

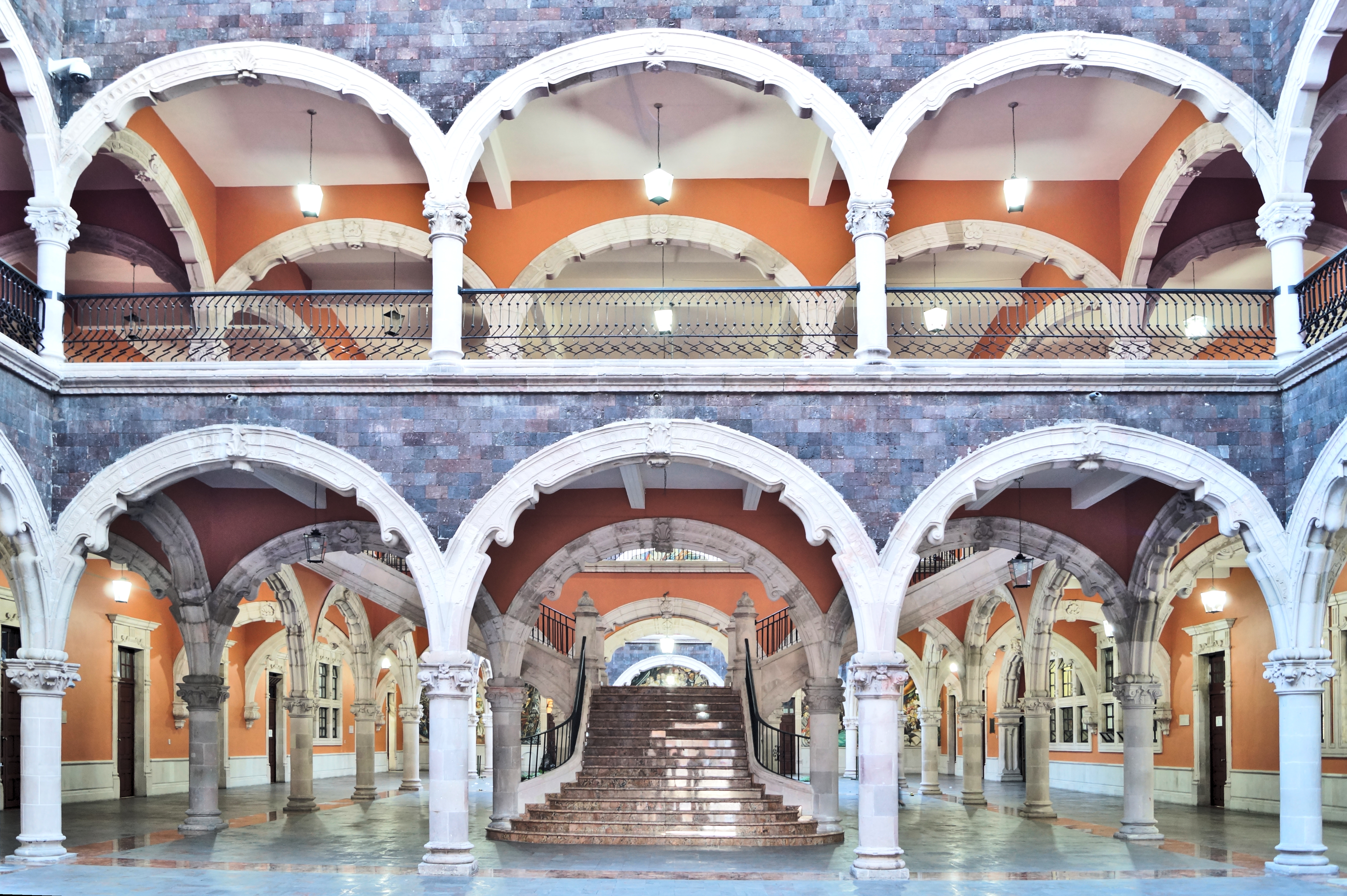
Interior del edificio del poder ejecutivo del gobierno estatal, antigua casona colonial.

- Palacio de Gobierno, ubicado en el centro de la ciudad en el lado sur de la plaza de Armas (plaza Principal), es la oficina del gobernador o gobernadora y en su interior se encuentran algunos despachos de gobierno del estado aún (aunque al parecer la tendencia es convertirlo en memoria histórica del Estado más que en oficinas de gobierno). Hay guías de turistas que explican la arquitectura y los bellos murales que se encuentran en su interior, que cuentan la historia y la cultura de la Entidad, el más famoso de los murales es el titulado "La Feria Nacional de San Marcos", todos los murales de Palacio de Gobierno son obra del artista chileno Osvaldo Barra Cunningham, quién llegó becado por el gobierno mexicano para perfeccionar la técnica del muralismo, Osvaldo Barra fue discípulo de Diego Rivera, de quién asimiló sus enseñanzas directamente en los andamios en el estudio de San Ángel en la Ciudad de México. Su fachada es de estilo barroco los marcos de las ventanas y de las puertas están en cantera rosa y sobre cada ventana un escudo de armas de la familia Rincón Gallardo y ramales, sus paredes exteriores norte y poniente están revestidas de una piedra volcánica roja muy utilizada en la República Mexicana llamada tezontle.
- Palacio municipal, una casona ubicada en el lado sur de la plaza de Armas y que limita al Poniente con Palacio de Gobierno, su fachada es de estilo neoclásico, las columnas centrales cuentan con un capitel jónico, tiene por piso un mosaico liso de un intenso rojo que parece carmesí, en él se ubica el despacho del presidente municipal, tiene al igual que Palacio de Gobierno dos patios, además se construyó un sótano como estacionamiento en su parte trasera, a diferencia de Palacio de Gobierno, Palacio municipal tiene 2 entradas al principal por la plaza de Armas y una bella escalinata doble por el jardín de los Palacios, que en las últimas administraciones nunca está abierta.
- Palacio Legislativo, ubicado en el lado norte de la plaza de Armas, fue construido por Don J Refugio Reyes, fue el Hotel París durante muchos años y en 1986 pasó a ser cede del Poder Legislativo, su fachada de estilo neoclásico está hecha en cantera rosa.
- Teatro Morelos, ubicado a unos metros al poniente de la plaza de Armas, en la plaza de la Revolución es un lugar cívico de suma importancia al haber sido la sede de la Convención Revolucionaria (Convención de Aguascalientes en 1914, su fachada es de estilo neoclásico con tres arcos de medio punto, fue terminado en 1883 y es un edificio construido durante el Porfiriato, teatros construidos en otras ciudades por la misma época y de estilos parecidos, son el Teatro Juárez en Guanajuato (Guanajuato) y el Teatro Calderón construido en Zacatecas (Zacatecas).

Centros culturales

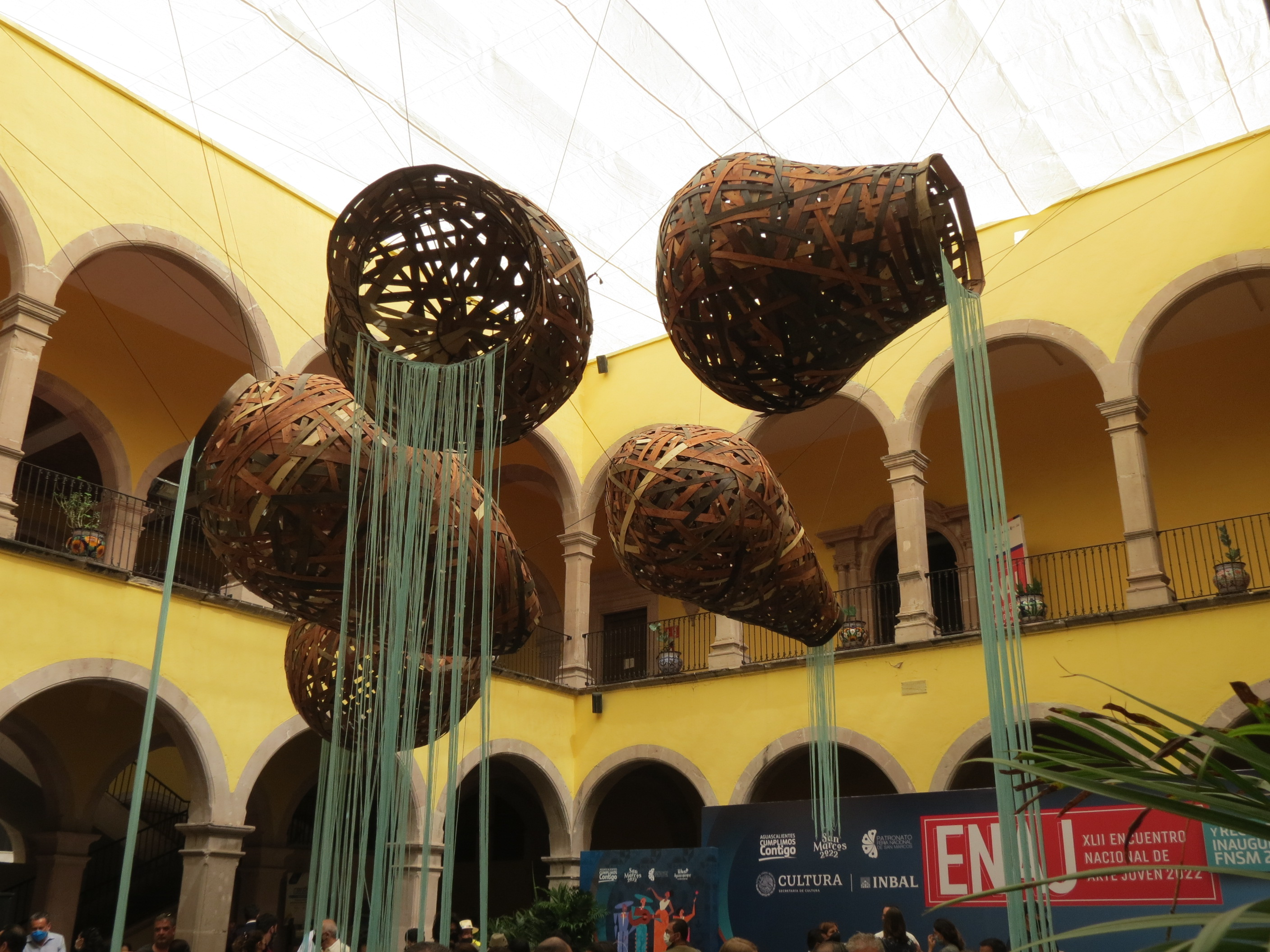
Casa de la cultura.

- La Casa de la Cultura, ubicada en la calle Venustiano Carranza, atrás de Catedral, es una casona con marcos en cantera rosa en la puerta y ventanas. En ella se encuentra un teatro y una galería plástica con exposiciones. Es sede de una escuela de música y del Instituto Cultural de Aguascalientes.
- Centro de Artes Visuales, ubicado sobre la calle Venustiano Carranza a unos pasos de Catedral, es la sede de la escuela de artes plásticas del Instituto Cultural de Aguascalientes, tiene una galería con exposiciones constantes de artistas nacionales cuya principal característica es su juventud.
- Casa Terán, antigua casona en donde nació el político reformista y liberal Jesús Terán Peredeo quien luchó junto al Lic. Benito Juárez tanto en la guerra de Reforma como ante la intervención francesa, ahora es un centro cultural, con videoteca, con películas selectas, es sede de una escuela literaria a cargo del Instituto Cultural de Aguascalientes, cuenta con un pequeño teatro al aire libre, y tiene uno de los cafés más concurridos por la intelectualidad aguascalentense, los sábados por la mañanas se realiza un bazar de música y libros.
- Los Arquitos, antaño baños termales adaptados para la exhibición de arte plástico como esculturas, pinturas y otros. Cuenta con un auditorio donde a su vez se dan clases de teatro, en su acceso principal se puede reposar en la cafetería o disfrutar el séptimo arte, en una habitación acondicionada para exhibir cortometrajes y películas extranjeras y nacionales. En su segundo nivel se encuentran los talleres de artes plásticas.

Templos

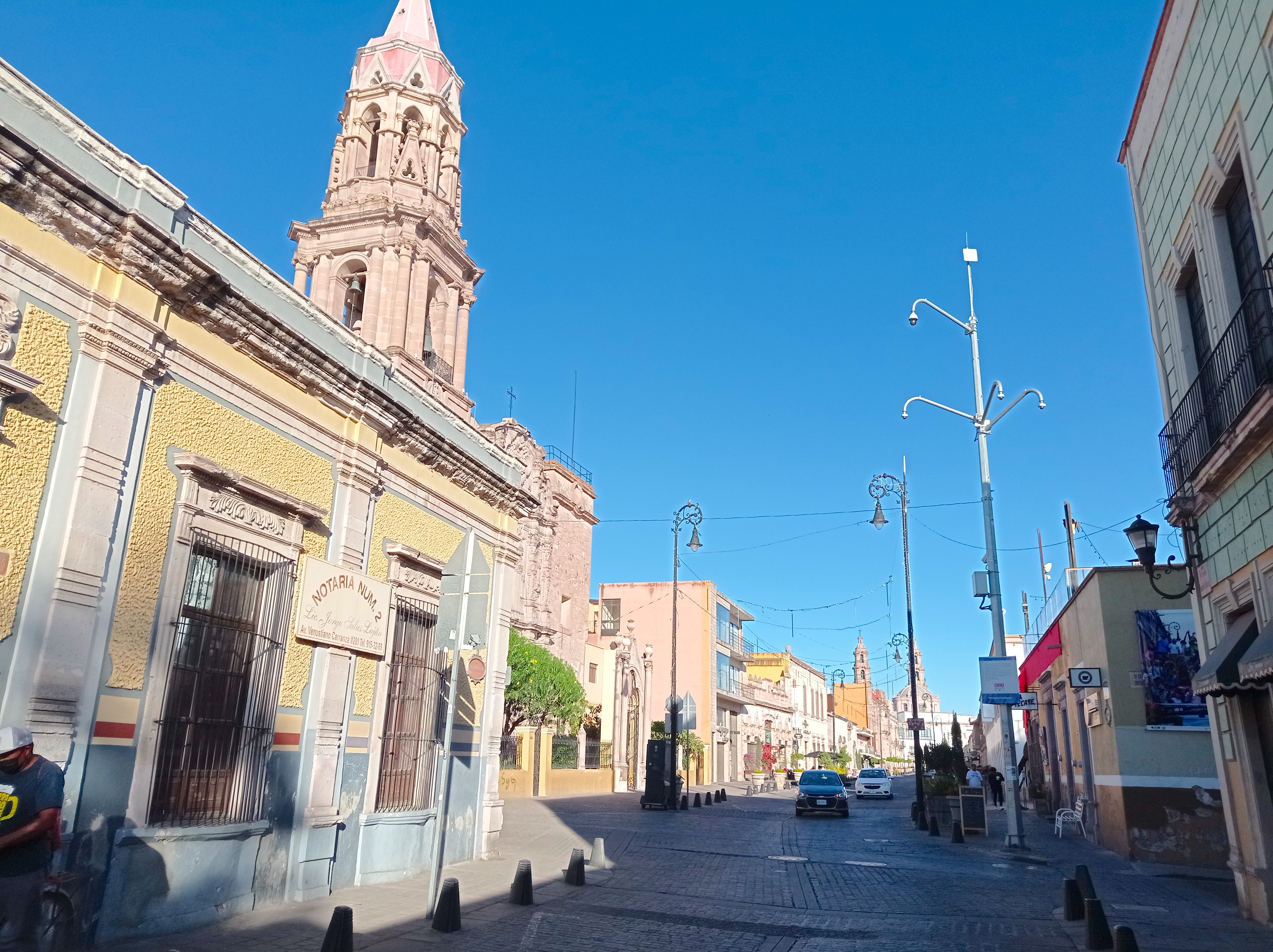
Calle Carranza y templo de la Merced.

- La Catedral-Basílica de la ciudad es un bello edificio colonial con fachada barroca en cantera rosa, en donde se puede encontrar en nichos a los padres fundadores de la Iglesia católica, sus torres que son gemelas son de estilo neoclásico y la sur fue terminada con fondos de Gobierno del Estado al inicio de la década de los 1950. En esta catedral se encuentran los restos de Don Juan de Montoro fundador de la ciudad. La imagen de la Virgen de la Asunción fue traída de España, y el órgano tubular en madera traída del Congo. La catedral es el destino de todas las peregrinaciones que se realizan con motivo de la Asunción de María desde los diferentes puntos de la diócesis, la catedral de Aguascalientes es la sede metropolitana de la diócesis de Aguascalientes.
- Templo de San Antonio, bello edificio de principios del siglo XX, en el centro de la ciudad, en cantera amarilla, verde y rosa entremezcladas, le dan un efecto visual único, tiene tres torres, la del centro es la principal con una cúpula de estilo ruso. Su planta es una cruz latina, está dedicado a San Antonio de Padua y en su interior se pintaron murales sobre los milagros de este santo. Es obra de Don Refugio Reyes Rivas.
- Templo de Guadalupe, La obra del maestro Felipe de Ureña se comenzó a construir en 1767, concluyéndose 20 años más tarde. Es un edificio que ha sufrido múltiples transformaciones en su estructura. La fachada es de un barroco exuberante, característico del Bajío consagrado por su filigrana en piedra. La enorme cúpula está recubierta en su exterior con azulejo de Talavera, también llamado de pañuelo. El interior del santuario posee una decoración muy recargada; la decoración escultórica y pictórica es de gran calidad. Es digno de admiración el bello púlpito realizado en tecali, piedra volcánica parecida al mármol y las cuatro pinturas de las pechinas con las cuatro apariciones de la Virgen. El cuadro de la Virgen fue realizado por José de Alcíbar en la segunda mitad del siglo XVIII. La capilla del Santísimo, ubicada al fondo del templo y construida a principios de este siglo es de estilo neogótico. El maestro Refugio Reyes Rivas, construye las naves laterales con sus respectivas capillas, utilizando arcos de refuerzos. Las torres de dos cuerpos, fueron construidas durante los años 1920s.
- Templo del Señor del Encino, ubicado sobre el lado norte del jardín del mismo nombre, el barrio donde se encuentra le debe su nombre, es de estilo barroco y contiene unos hermosos cuadros en los muros interiores de la nave del templo. Limita al oriente con el museo José Guadalupe Posada.
- Templo de la Merced o del Rosario, el recinto actual comenzó a construirse por los Mercedarios en 1702 y fue concluido el 28 de diciembre de 1773. Tiene la portada del atrio de arco triglobulado con remate mixtilíneo y floreros de piedra. La fachada, con torre de dos cuerpos, presenta una combinación de estilos arquitectónicos. La portada es de dos cuerpos labrados en piedra y su acceso es por un arco de medio punto en cuyos costados se encuentran pilastras estípites y nichos.

- Templo de San Marcos, ubicado en el barrio de San Marcos, es también llamado Templo de Nuestra Señora Virgen del Carmen. Su construcción data del año 1655 a iniciativa del Dr. Manuel Colón de Larreátegui. Permaneció inconcluso durante más de 100 años y finalmente fue concluido en 1765. La fachada es de estilo barroco churrigueresco muy pobre de 3 cuerpos. En el segundo cuerpo, un vitral de la imagen de la Virgen del Carmen. La suntuosa torre-campanario es de dos cuerpos y se aprovecha para enfatizar la altura barroca. A los costados, las paredes están apoyadas por sólidos contrafuertes y botareles. El interior es de una sola nave con planta de cruz latina. En el presbiterio se encuentra el altar mayor de estilo neoclásico, en el centro la Virgen del Carmen y en la parte superior, la escultura de San Marcos. En la sacristía se puede apreciar la obra La Adoración de los Reyes de José de Alcíbar pintada en el año de 1775, es una gran obra, que abarca toda la pared. Contigua al Templo de San Marcos, se encuentra la capilla de Nuestra Señora del Pueblito, una capilla sencilla y austera.

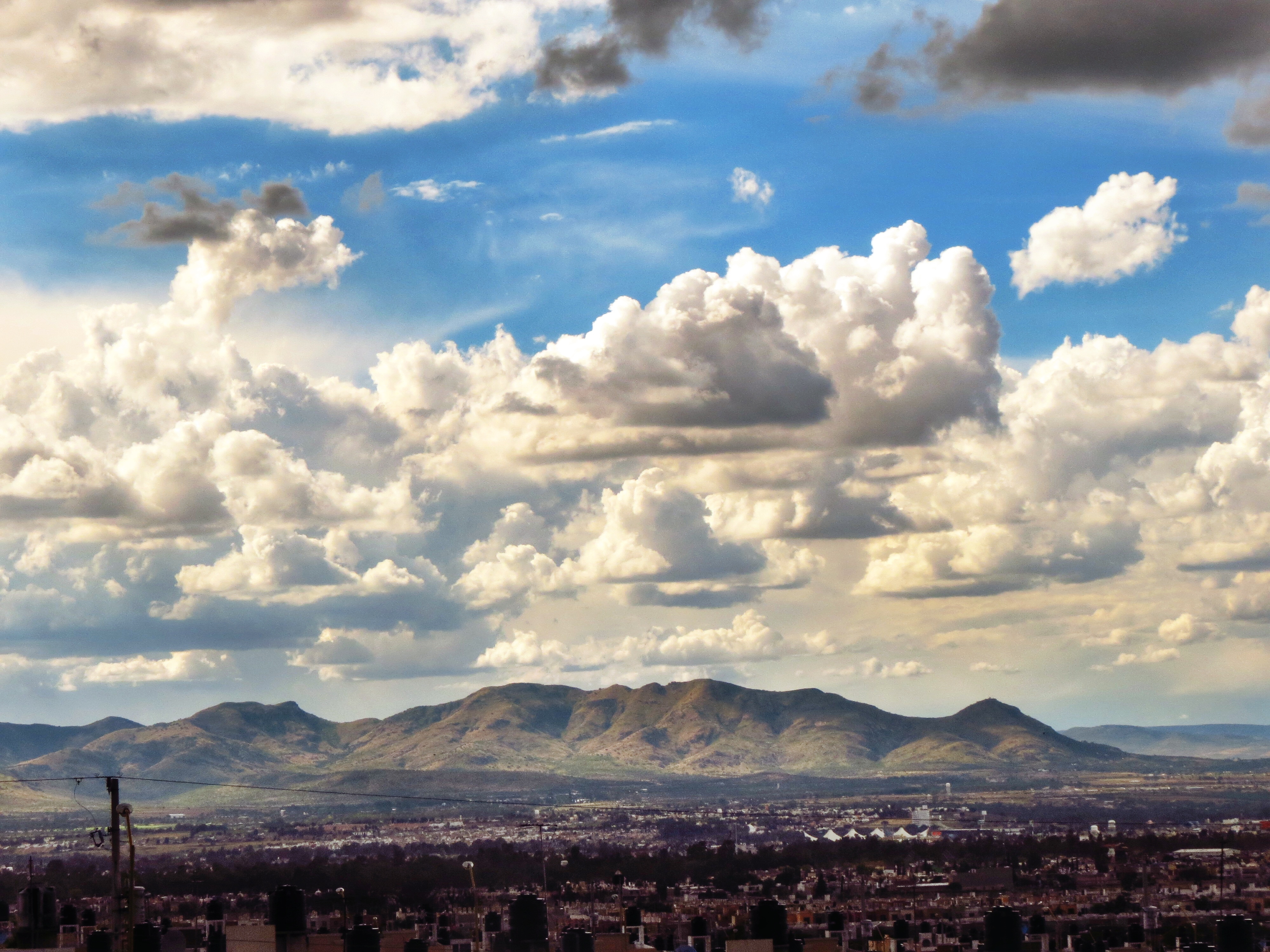
Cerro del Muerto
El cerro del muerto es un ramal de la sierra del Laurel, a su vez un ramal del extremo sureste de la Sierra Madre Occidental mexicana. Se encuentra al oeste de la ciudad, desde él estando en sus cimas (los pies "Picacho", las rodillas, el pecho o la nariz) se aprecia una de las más hermosas vistas de la ciudad y de gran parte del Valle de Aguascalientes. Se llama así porque la silueta asemeja a una persona recostada.

### Instalaciones de la Feria Nacional de San Marcos

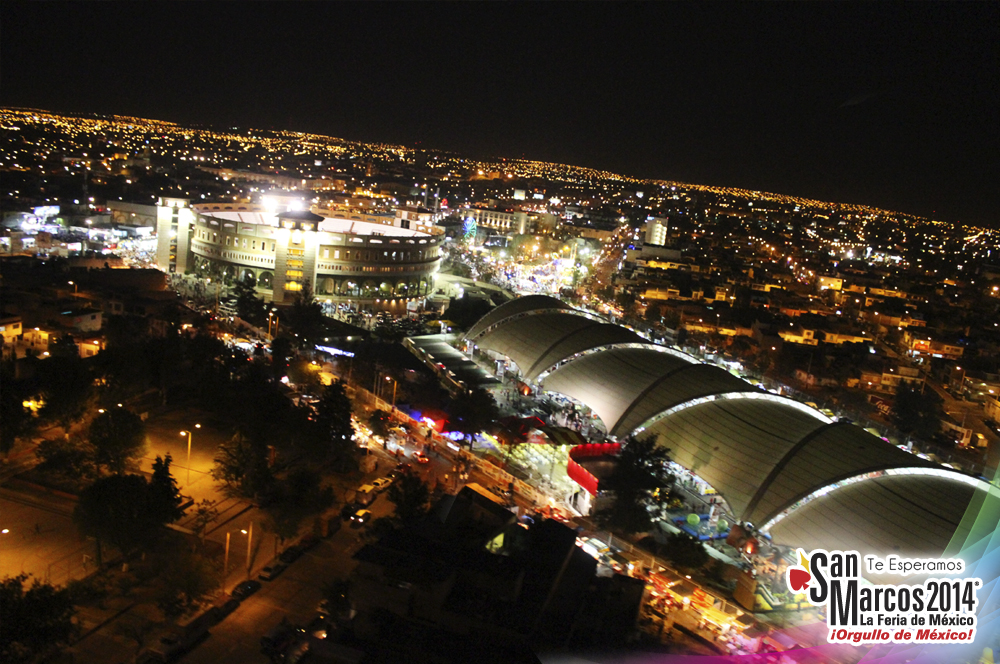
Feria Nacional de San Marcos.

Se ubican en el centro y oeste de la ciudad, en el barrio de San Marcos:
El templo y jardín de San Marcos, el foro del lago, las oficinas del Patronato de la Feria, el Palenque Sol y el casino, el andador J. Pani, zona de bares y antros, y la plaza de Toros Monumental de Aguascalientes. A un costado del coso taurino se ubica la velaría y el Foro de las Estrellas, anteriormente teatro del pueblo, donde se presentan artistas del momento. Detrás del Teatro del Pueblo se ubica la Villa Charra donde se han organizado varios eventos de talla nacional e internacional. Siguiendo al oeste se ubica el área de juegos mecánicos ocupado por la compañía "Atracciones García" en donde hay diversiones para pequeños y grandes.

### Complejo ferroviario Tres Centurias

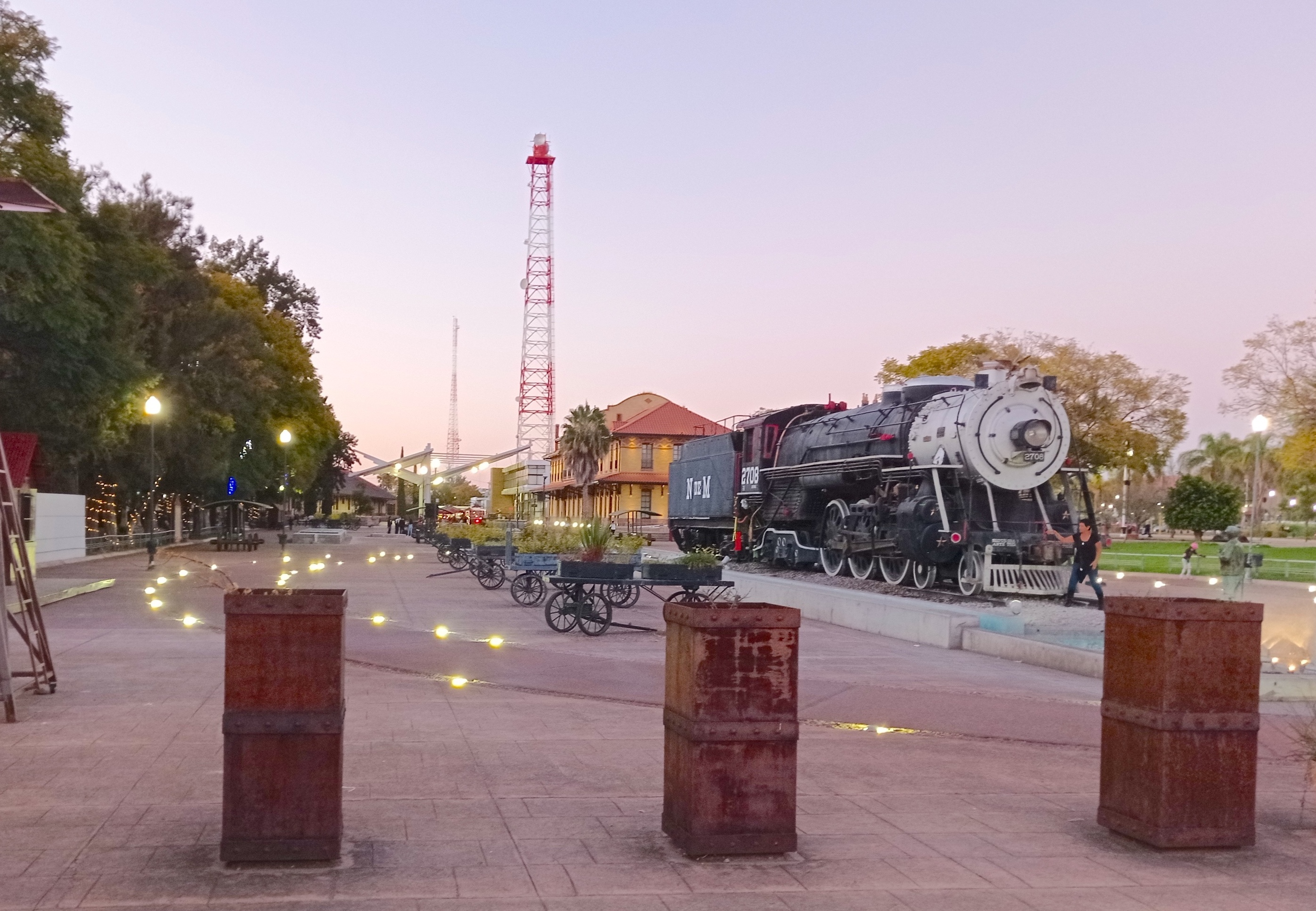
Edificio de la Estación.

Es un complejo de entretenimiento, museos y turismo ubicado en lo que fueron los antiguos talleres y estación del ferrocarril. Contó con una fuente ahora modernizada y con iluminación de tal forma que con música la fuente parece danzar.

## Demografía
En 2020, la ciudad capital contaba con una población de 863,893 habitantes según los Datos del Censo de Población y Vivienda del INEGI. En total son 948,990 habitantes en el municipio de Aguascalientes.

### Población de la ciudad de Aguascalientes 1921-2020
| Gráfica de evolución demográfica de Aguascalientes entre 1921 y 2020                                        |
| |
| Población de los censos y conteos del Instituto Nacional de Estadística y Geografía (INEGI) de 1900 a 2020. |

### Área metropolitana

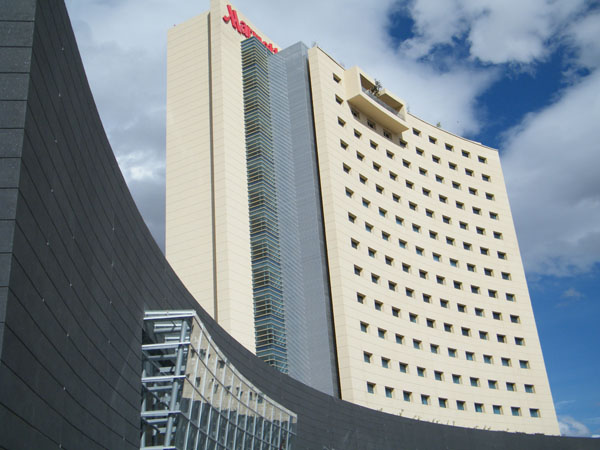
Hotel Marriot Aguascalientes. El edificio más alto de la ciudad a fecha de 2023.

La zona metropolitana de Aguascalientes se encuentra integrada por los municipios de Aguascalientes, Jesús María y San Francisco de los Romo. En ella habitan 1,140,916 habitantes, (alrededor del 80% de la población total del estado) lo que la convierte en la 13.ª Zona Metropolitana más poblada del país. La población de la ciudad constituye cerca del 61% de la población total del estado.
Los municipios que mayor crecimiento han presentado en los últimos años son Jesús María y San Francisco de los Romo, ambos en proceso de integración al municipio de la capital por agregación metropolitana. Observando estos 3 municipios como una sola unidad geográfica, su ritmo de crecimiento demográfico promedio es cercano al 5% anual. Existe un programa de Ordenamiento Territorial de la Zona Metropolitana 2011-2035.

### Residentes extranjeros
La comunidad más numerosa de extranjeros en Aguascalientes es la japonesa, seguida por la estadounidense y la española. El fenómeno de la inmigración japonesa tiene que ver con la llegada de la empresa Nissan al estado en los años ochenta, siendo esta ciudad la que tiene mayor población nipona en el país, cerca de 3000 radicados.
Hay también grupos de rusos, cubanos, venezolanos, colombianos, guatemaltecos y argentinos. En una apertura el gobierno del estado en conjunto con la compañía japonesa Nissan mexicana, S.A. de C.V. ha colocado placas informativas en todos los edificios históricos de la ciudad y en el interior del estado en tres idiomas: español, inglés y japonés.

## Cultura

### Festividades

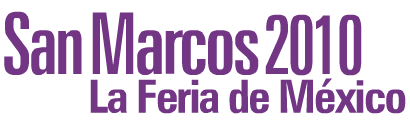

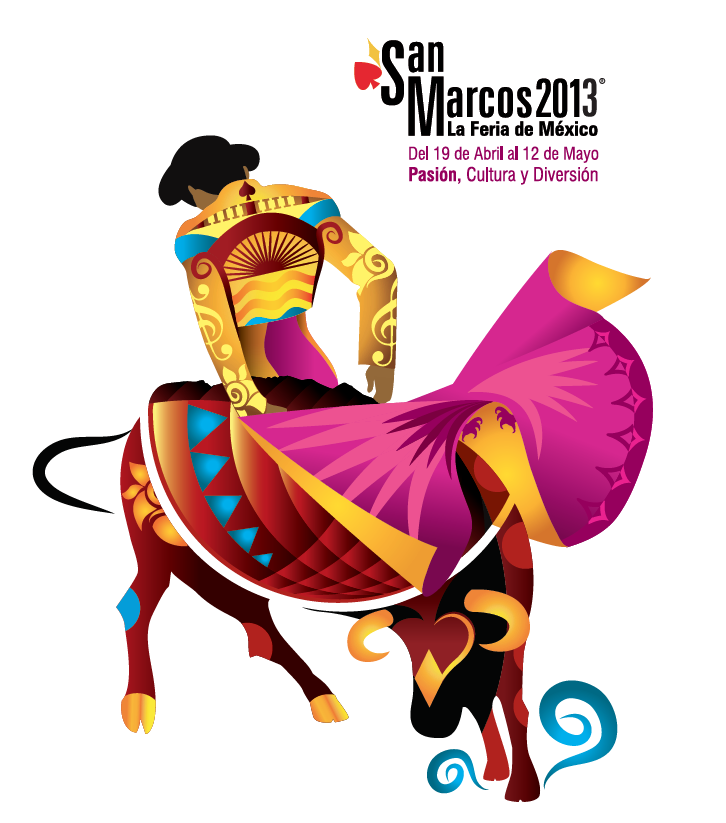

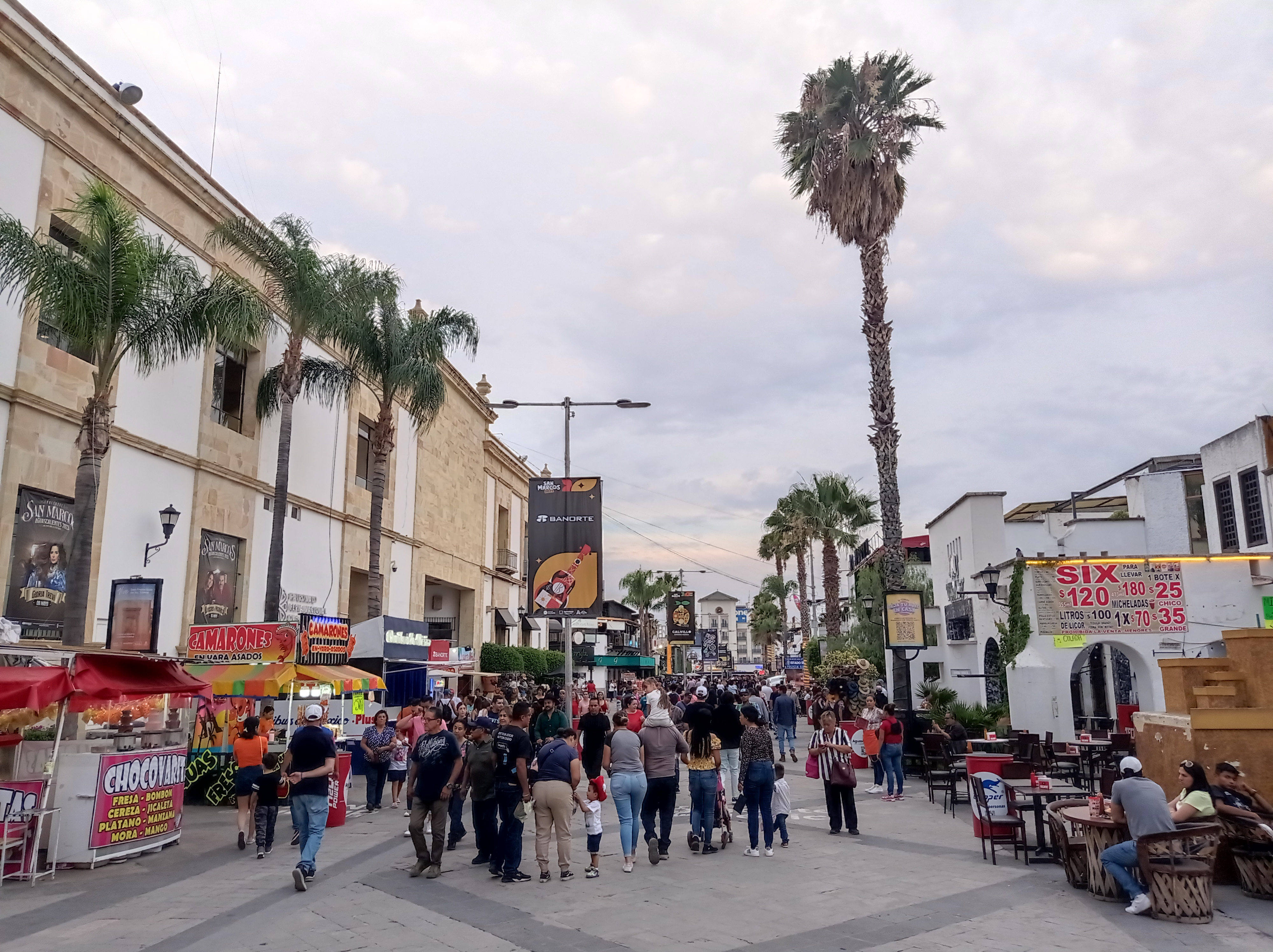
Feria Nacional de San Marcos 2023 en Aguascalientes, México.

En la ciudad, se celebran dos desfiles de tipo oficial: uno, con motivo del día de la Independencia, la mañana del 16 de septiembre, y otro con motivo de la celebración del inicio de la Revolución mexicana la mañana del 20 de noviembre como en cualquier otra plaza del país, pero también cuenta con otros dos desfiles locales: uno con motivo de la celebración de la Feria Nacional de San Marcos, la mañana del 25 de abril (día de San Marcos), llamado desfile de primavera, y otro el 1 de noviembre por la noche, con motivo del Festival Cultural de Calaveras.
Una mención especial merecen para la comunidad católica de la ciudad los festejos a la Virgen de la Asunción, que culminan el 15 de agosto, día en que se realiza una romería con carros alegóricos y en el que participan congregaciones religiosas, los seminaristas y con una participación especial trabajadores de diferentes compañías. Un día antes, con motivo de la Virgen de la Asunción, se realiza la llamada Peregrinación de los Choferes, que se reúnen a partir de la avenida Héroe de Nacozari y entran por la calle Francisco I. Madero hasta llegar a la Catedral-Basílica.

### Teatros
Existen cuatro teatros los cuales son "Aguascalientes", "Víctor Sandoval (Teatro del Parque)", "Leal y Romero" y "Morelos".
- Aguascalientes: Está ubicado al sur de la ciudad en la esquina que forman las avenidas Aguascalientes Sur y José Ma. Chávez, es sede de la Orquesta Sinfónica de Aguascalientes (OSA) y tiene dos temporadas en Navidad que presenta el Cascanueces y en primavera en que presentan El Lago de los Cisnes.
- Víctor Sandoval o Teatro del Parque, ubicado en las instalaciones de la feria en la explanada que está arriba de la avenida Adolfo López Mateos, en él se produce un programa nocturno de Aguascalientes TV conducido por el cantante mexicano Mario Pintor.
- Teatro Antonio Leal y Romero, que está ubicado en el interior de la casa de la cultura; en Venustiano Carranza 101, Zona Centro.
- Teatro Morelos, ubicado en la plaza de la Revolución en el centro de la ciudad, es un teatro construido durante el Porfiriato, fue la sede la convención revolucionaria de Aguascalientes en 1914, en esta participaron entre otros Venustiano Carranza, Álvaro Obregón, Eulalio Gutiérrez Ortiz, Francisco Villa y Pánfilo Natera.

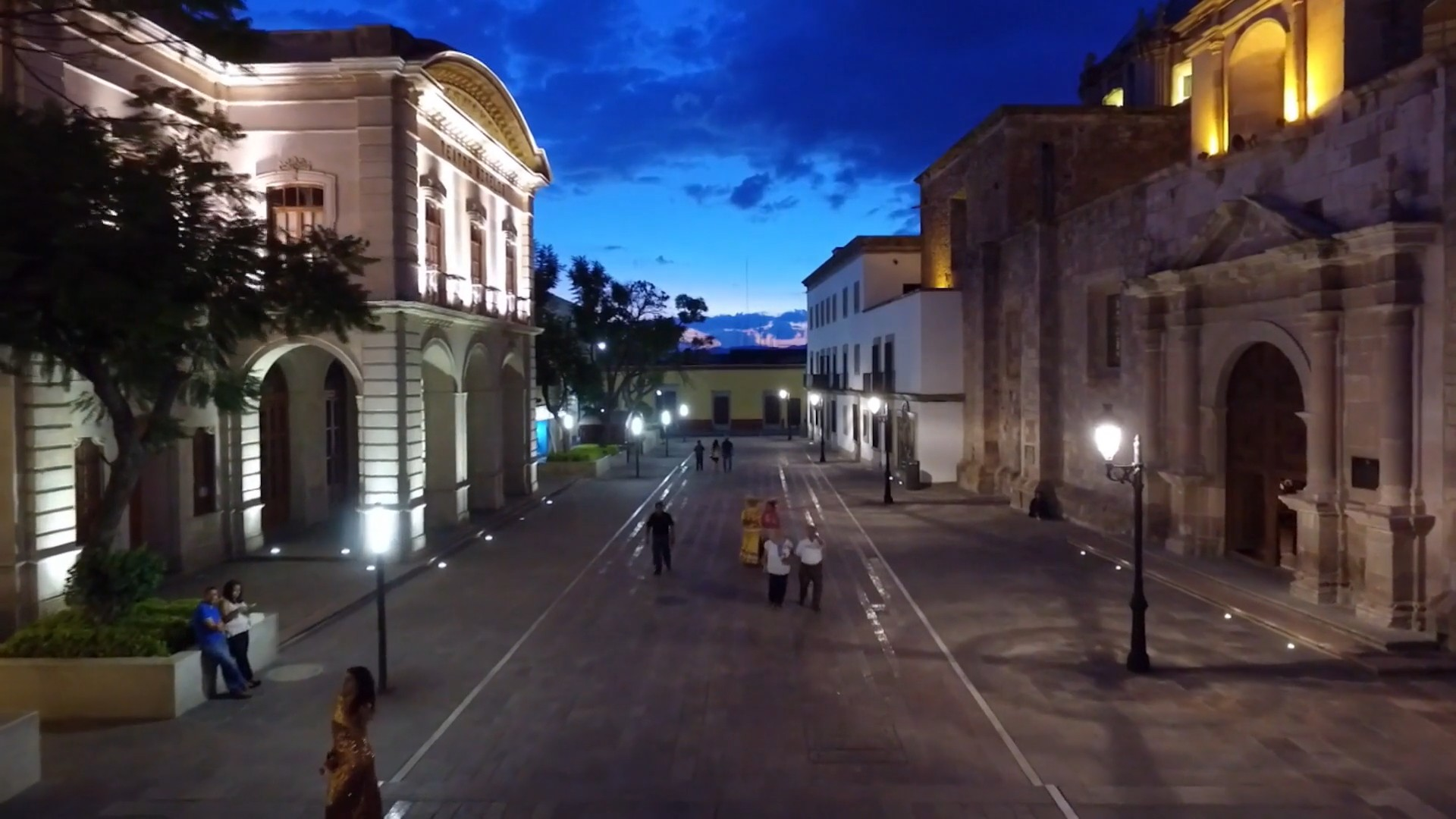
Teatro Morelos.
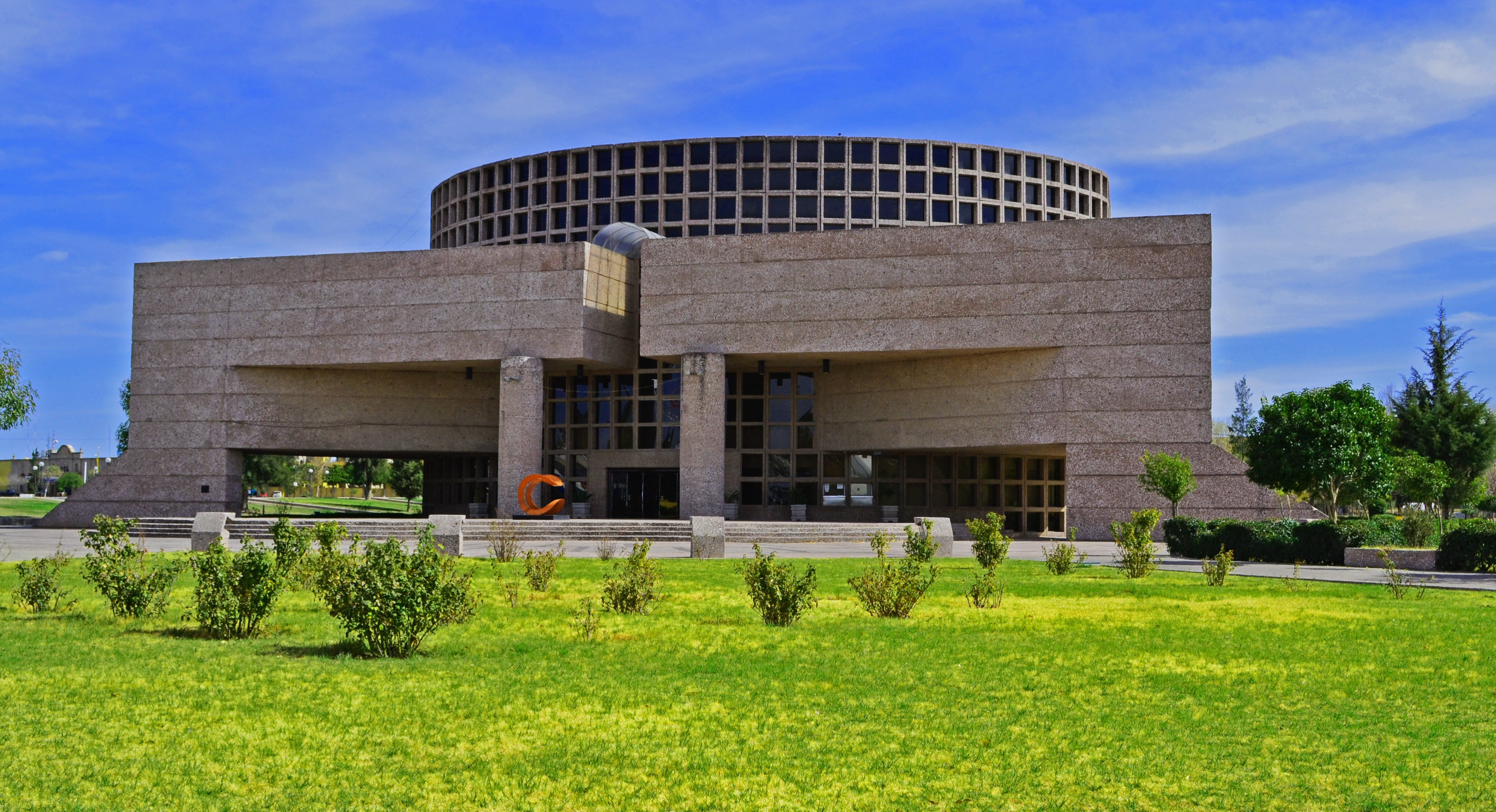
Teatro Aguascalientes.

### Museos
La ciudad cuenta con varios museos como son:
- Museo Nacional de la Muerte, ubicado sobre la calle Rivero y Gutiérrez frente al Parián por su lado norte; en su mayoría se exhiben obras relacionadas con la muerte en México.
- El Museo de Aguascalientes, ubicado en el centro sobre la calle Ignacio Zaragoza (a un costado del Templo de San Antonio de Padua), en él se puede apreciar la obra de Saturnino Herrán.
- El Museo José Guadalupe Posada, ubicado en el jardín del Señor del Encino en el barrio del mismo nombre, en él se puede conocer la obra de este grabador mexicano famoso por la creación de La Catrina.
- El Museo Regional de Antropología e Historia, sobre la calle Venustiano Carranza a unos pasos de la Catedral-Basílica en donde se exhiben fósiles de animales prehistóricos encontrados en el Estado de Aguascalientes, utensilios y ropa de la época de la Colonia española, de la Guerra de Independencia y de la Revolución Mexicana, además este museo se encuentra en una bella casona que otrora fuera un convento.
- El Museo de Arte Contemporáneo (MAC) Número 8, en donde se exhibe arte contemporáneo ubicado en el centro de la ciudad en la esquina de las calles Francisco Primo de Verdad y José Ma. Morelos.
- El Museo Interactivo de Ciencia y Tecnología Descubre, lugar en donde se puede conocer ciencia ubicado al sur de la ciudad sobre la av. Aguascalientes Sur entre el Teatro Aguascalientes y el hotel Quintal Real Aguascalientes. Tiene una pantalla IMAX tipo domo.
- Instituto Cultural de Aguascalientes a través de la Casa de la Cultura mantiene una o dos galerías con exposiciones temporales de diferentes artistas durante todo el año. Una en la Casa de la Cultura y otra en el Centro de Artes Visuales de la Casa de la Cultura, ambas ubicadas en la calle Venustiano Carranza en el centro de la ciudad a unos pasos de la Catedral-Basílica.
- El Museo Escárcega.
- La Universidad Autónoma de Aguascalientes también ofrece en el edificio 1B altos de Ciudad Universitaria, exposiciones plásticas y escultóricas con regularidad de artistas contemporáneos.
- Macro Espacio para la Cultura y las Artes (MECA), museo que alberga obras de arte contemporáneo, arte conceptual y arte povera. Ubicado en el corredor ferrocarrilero (av. Gómez Morin), a un costado de la Universidad de las Artes. En su inauguración se contó con la presencia del artista Jannis Kounellis, quien es el autor que inauguró el museo con su obra «Relámpagos sobre México».

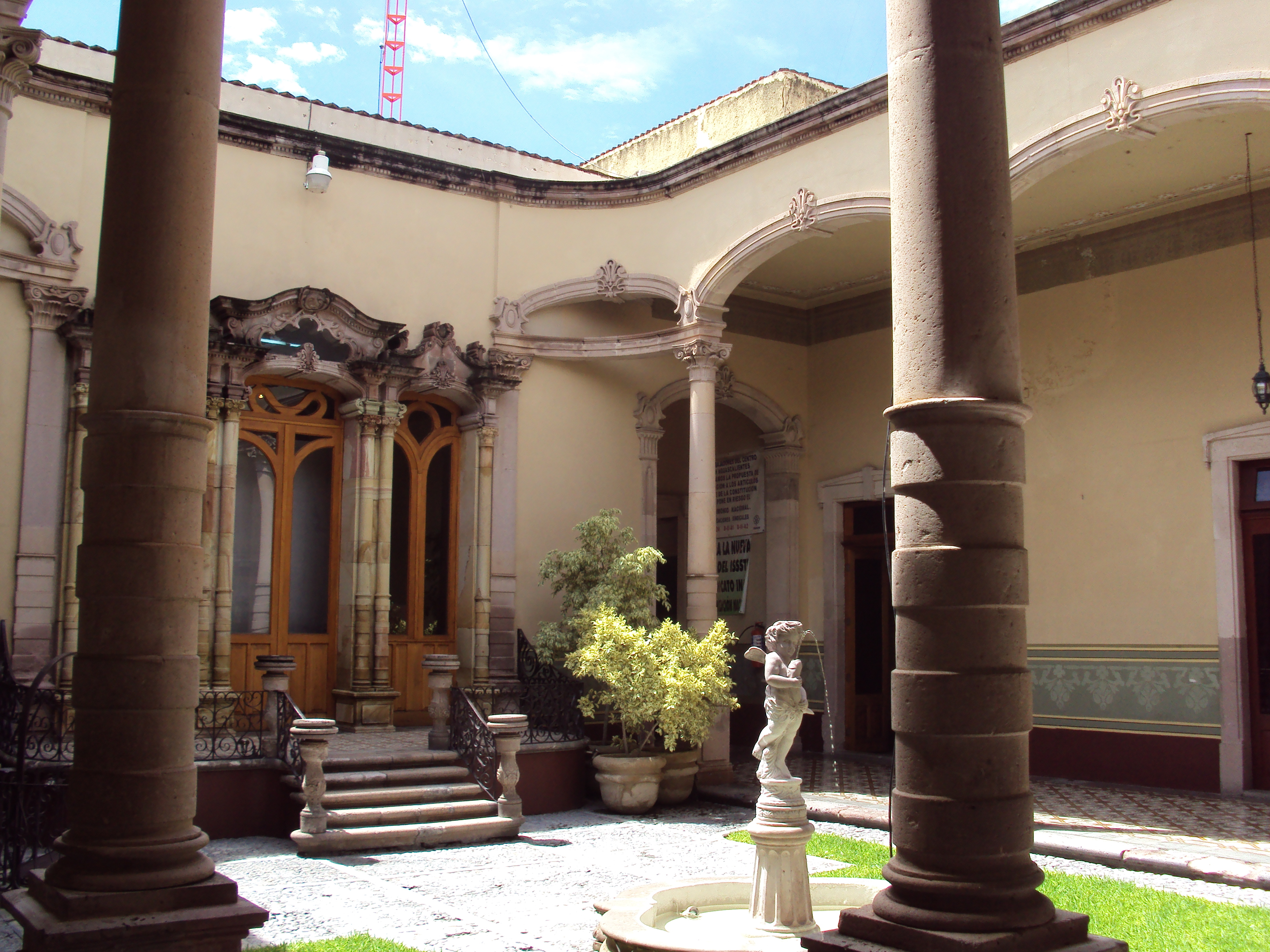
Museo Regional de Antropología e Historia de Aguascalientes.
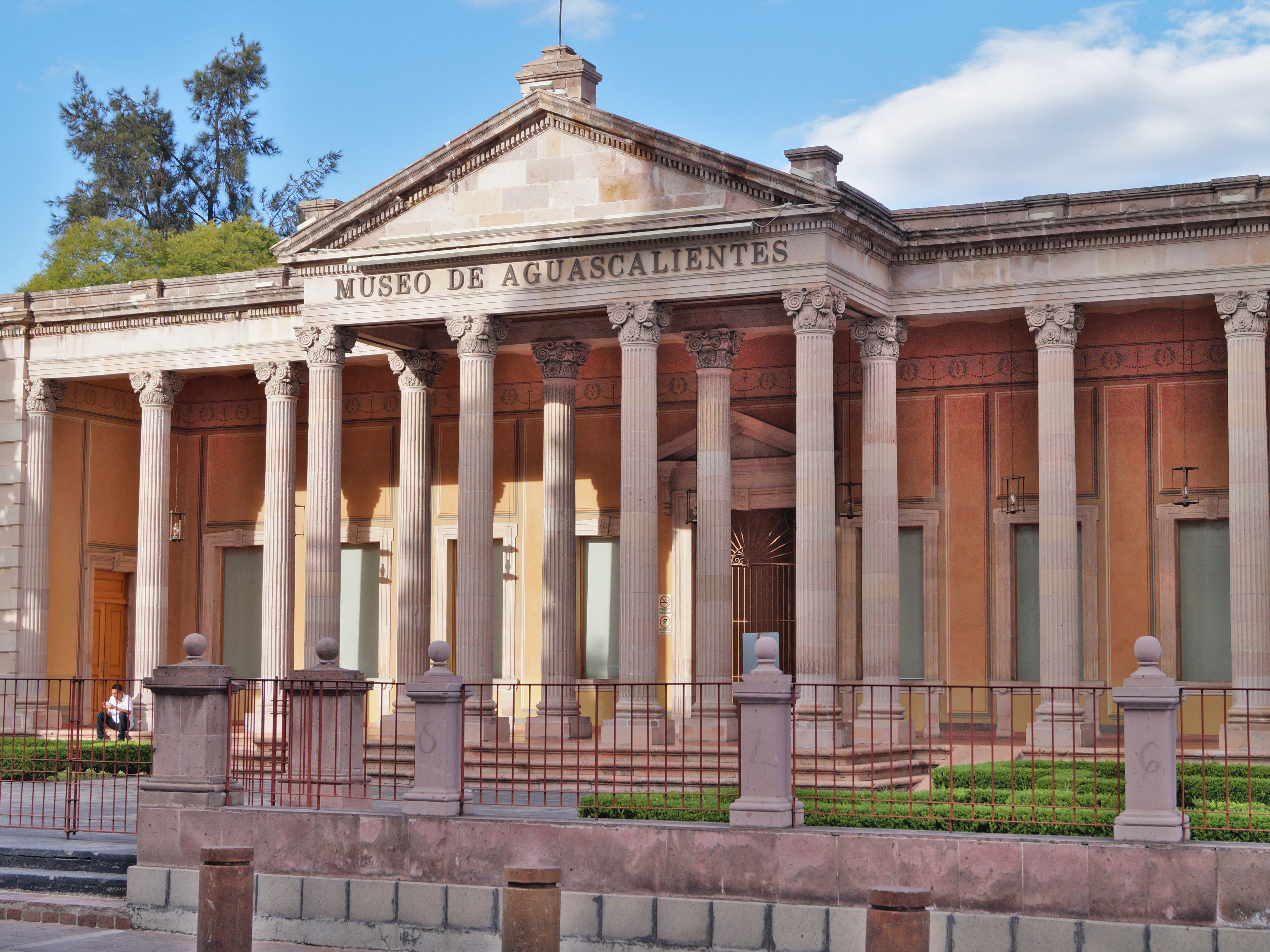
Museo de Aguascalientes (museo de artes plásticas)
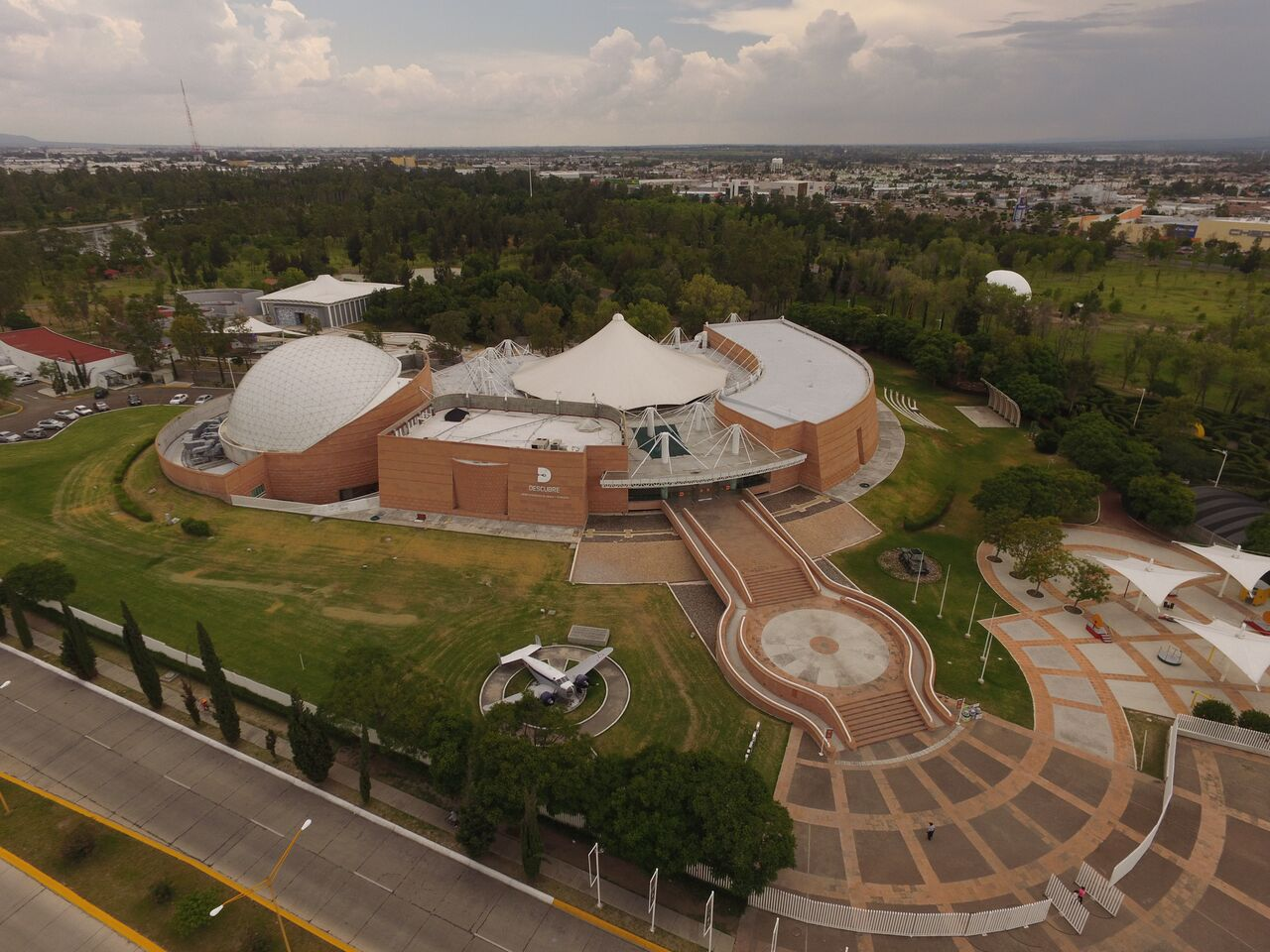
Museo Interactivo de Ciencia y Tecnología

### Música
El compositor Federico Méndez Tejeda nació en la calle Valentín Gómez Farías, en el barrio de Guadalupe, en la ciudad de Aguascalientes, el 22 de noviembre de 1933.

### Tauromaquia

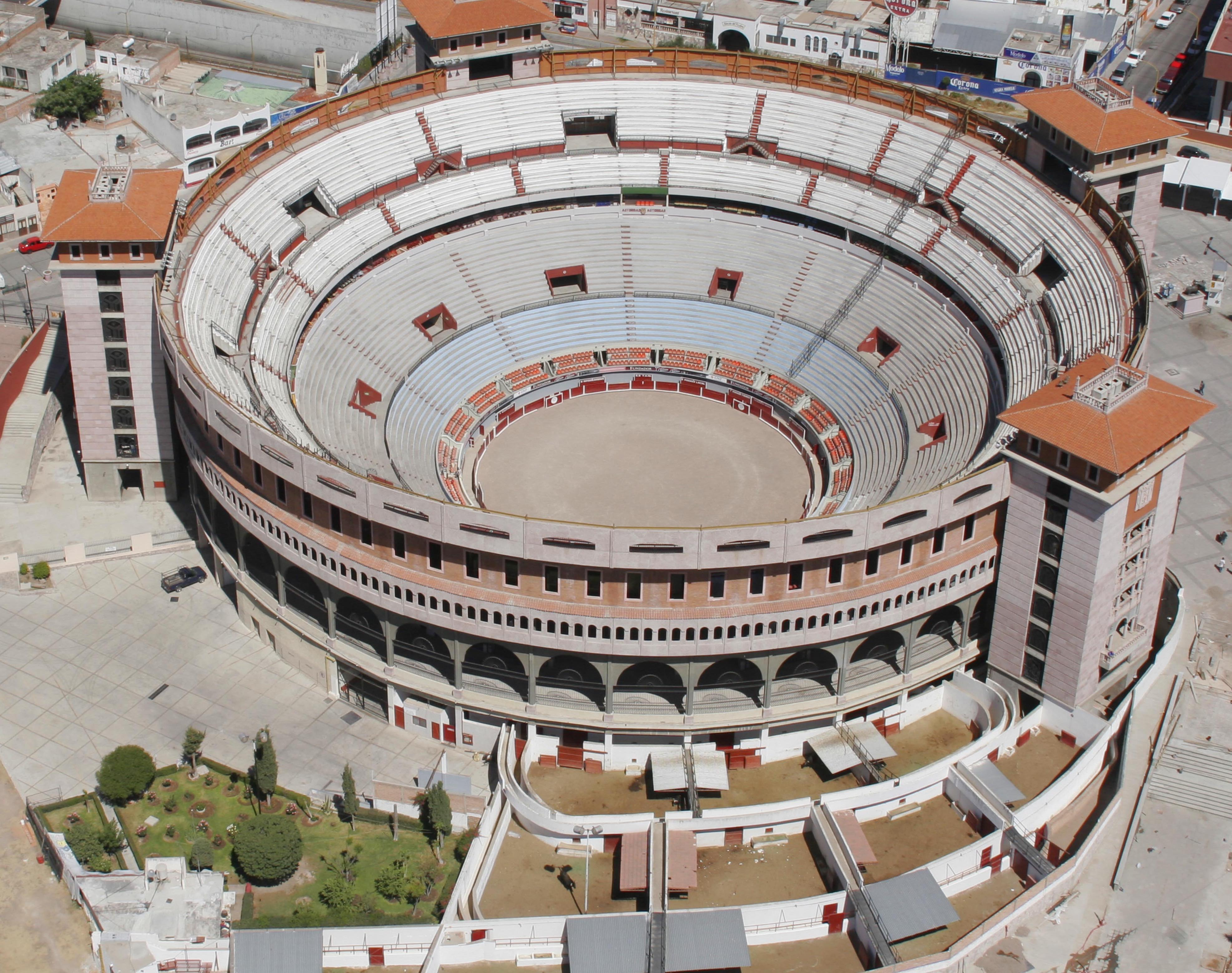
Plaza de Toros Monumental de Aguascalientes

Aguascalientes es considerado uno de los estados con mayor tradición respecto a esta actividad. En esta ciudad se encuentra la plaza de toros más antigua de México, y posiblemente de América, la plaza de toros San Marcos, que data del siglo XIX. Con un récord de construcción de tan solo cuarenta y ocho días. Además posee la plaza de toros Monumental, que fue construida para satisfacer las necesidades, ya que posee capacidad para más de diez mil personas.
El serial taurino de Aguascalientes durante la Feria Nacional de San Marcos es uno de los más importantes de América y del mundo. Con trece corridas y una novillada. En su Monumental han figurado personalidades como José Tomás, Enrique Ponce, Sebastián Castella, Pablo Hermoso de Mendoza, Eulalio López Zotoluco y los Armillta. 
Además, Aguascalientes ha sido cuna de toreros reconocidos como Fermín Espinosa Menéndez, Miguel Espinosa Menéndez (ambos de la dinastía Armillita), Joselito Adame, Arturo Macías El cejas, Juan Pablo Sánchez, Arturo Saldívar, José María Napoleón, entre muchos otros.
En Aguascalientes se encuentra el barrio del Encino (barrio de Triana), de gran tradición taurina con advocación al Cristo Negro del Encino, patrón de los toreros. Además se encuentra en la ciudad la Academia Taurina Municipal de Aguascalientes.

### Literatura
Desde 1966 en la ciudad se celebra el Encuentro Nacional de Arte Joven.
| Predecesor: Ibagué | Capital Americana de la Cultura 2023 | Sucesor: Estado de Nayarit |

## Economía

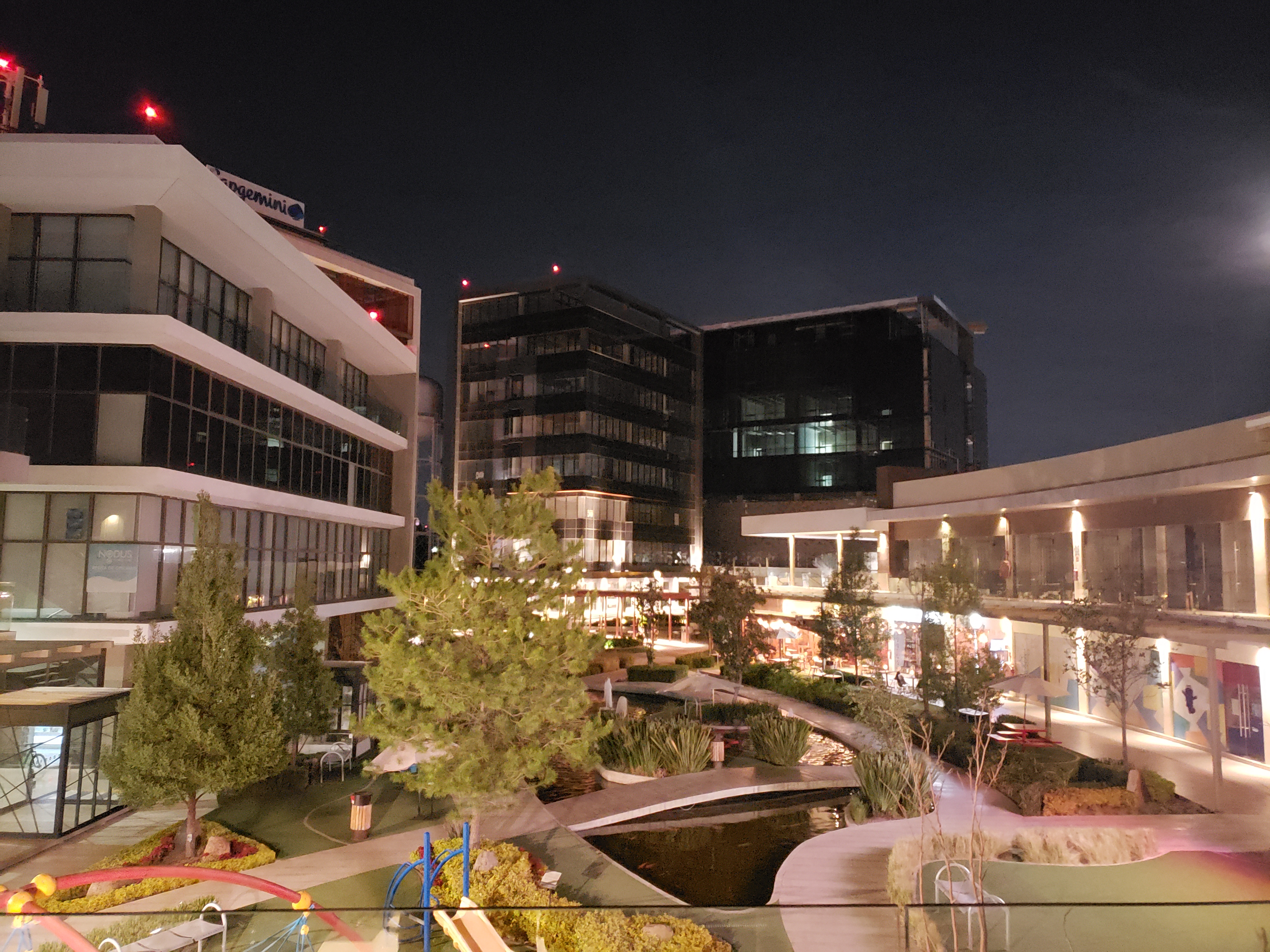
Plaza San Telmo, centro comercial y conjunto corporativo

Según el Banco Mundial, en su estudio Doing Business 2012 el área metropolitana de Aguascalientes ocupa el segundo lugar en mejor clima de negocios en Latinoamérica, alcanzando niveles comparables a los de ciudades de Suiza y Taiwán.
Hay gran cantidad de empresas manufactureras, del sector electrónico y de servicios nacionales y extranjeras. La principal industria es la automotriz, con la participación de dos plantas armadoras de automóviles Nissan.
La ciudad cuenta con 2 importantes parques industriales:
"Ciudad Industrial" en el sur de la ciudad sobre la carretera Federal 45.
"Parque Industrial del Valle de Aguascalientes (PIVA)" el cual se encuentra entre los municipios de Aguascalientes y San Francisco de los Romo.
Existe una amplia cultura de la industria textil, aunque un poco mermada actualmente, aún existen importantes grupos nacionales establecidos en la ciudad y muchas instalaciones de empresarios locales fabricantes de ropa y de blancos para el hogar.

### INEGI

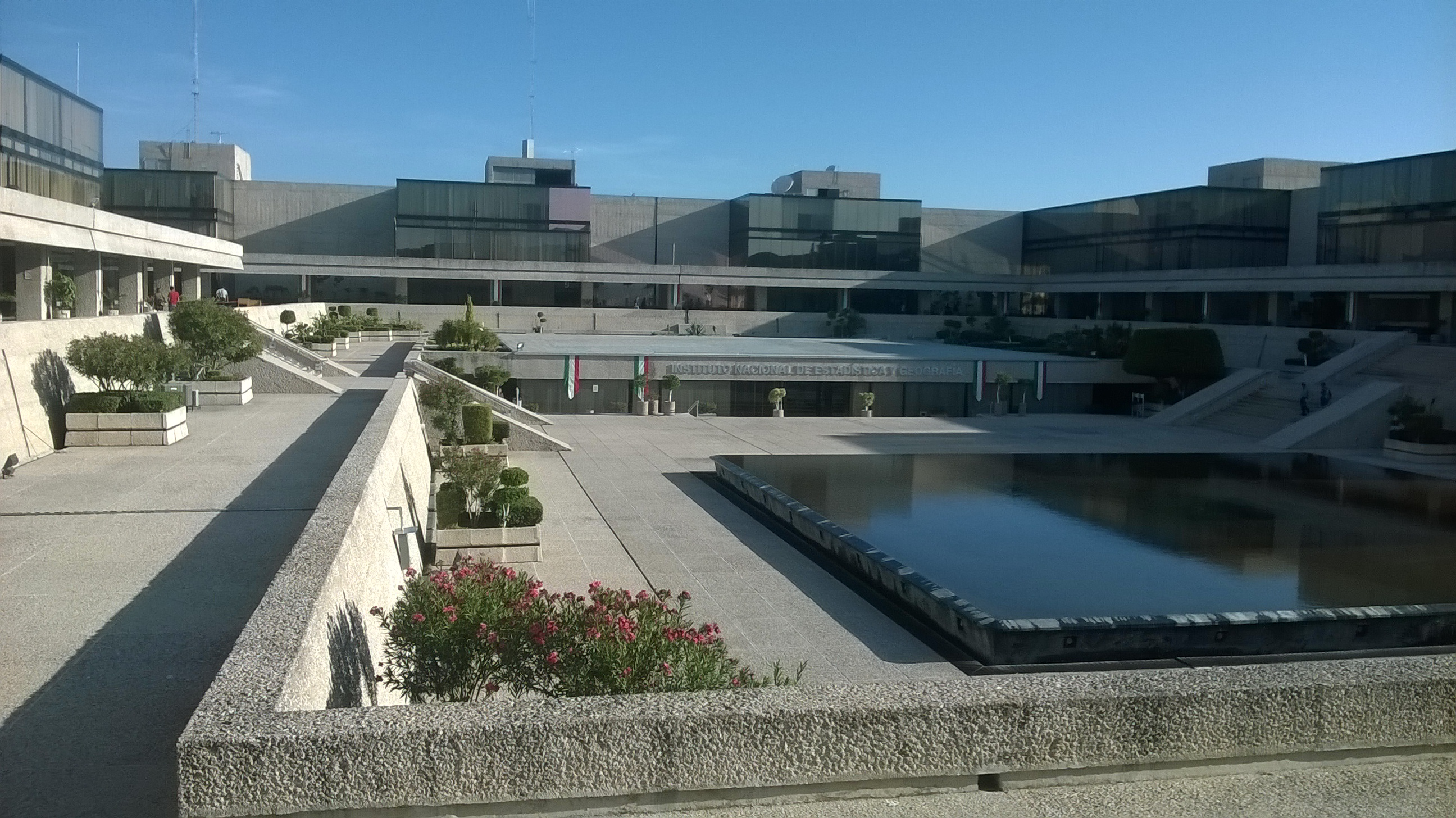
Edificio sede del INEGI en Aguascalientes.

La sede central del Instituto Nacional de Estadística y Geografía está ubicada al sur de la ciudad de Aguascalientes. Esta localización fue elegida en los años ochenta del siglo XX, debido a la baja probabilidad e incidencia de catástrofes naturales (terremotos, huracanes, etc.), así como por la estimación de bajo nivel de peligro en caso de un ataque armado al país, con lo cual se podría proteger la información poblacional, de geografía y economía que resguarda.

## Transporte

### Ciclovías

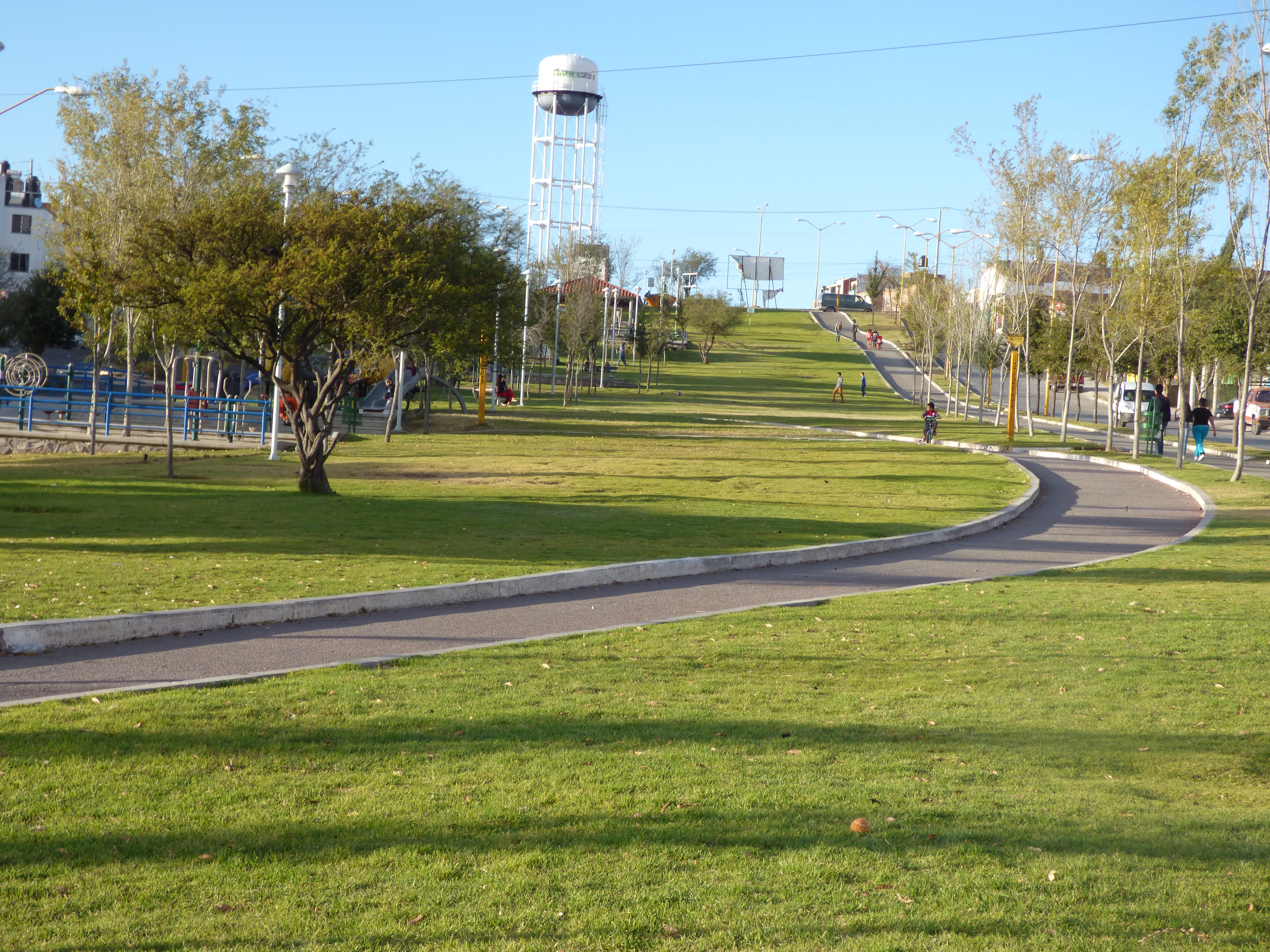
Sección del trayecto de 15 kilómetros conocido como "Línea Verde".

En 2020, debido a la exigencia ciudadana, empezaron los planes de una red de ciclovías para mejorar la movilidad

### Rutas
Existen 52 rutas de camiones urbanos en la ciudad, las cuales están numeradas del uno al cincuenta y uno, a excepción de los números 13, 15, 17, 21, 22, 26, 31, 32, 44, 49.También cuenta con una ruta especial, la cual fue creada para la comunidad escolar de la Universidad Tecnológica del Retoño

### Aeropuerto
El Aeropuerto Internacional de Aguascalientes "Jesús Terán Peredo" (código IATA: AGS, código OACI: MMAS), es un aeropuerto internacional localizado a 24 kilómetros al sur de la ciudad capital de Aguascalientes, México, se ocupa del tráfico aéreo nacional e internacional de la zona ofreciendo vuelos directos diarios a Ciudad de México por las líneas aéreas Aeromar, Aeroméxico y volaris, también hay vuelos internacionales a las ciudades de Los Ángeles, Dallas y Houston en los Estados Unidos. Otros destinos aéreos desde Aguascalientes son Cancún y Tijuana. Las instalaciones comerciales del aeropuerto consisten en una terminal, que cuenta con 4 posiciones de contacto más 3 remotas usadas por líneas secundarias.

### Carreteras
Vía terrestre por carretera: Existen muchas compañías que conectan a la ciudad con otros puntos del país, cada media hora durante el día por diferentes líneas de transporte foráneo salen autobuses a las Ciudades de Ciudad de México, Guadalajara, Jal., Zacatecas, Zac., León Guanajuato, San Juan de los Lagos, Jal., Villa Hidalgo, Jal. y Encarnación de Díaz, Jal.; cada hora durante el día a San Luis Potosí, S.L.P. Querétaro, Qro. y Lagos de Moreno, Jal. y con dos o tres salidas durante el día a las ciudades de Puerto Vallarta, Jal., Tampico, Tam., Ciudad Juárez, Chih., Nuevo Laredo, Tam., Monterrey, N.L., Tijuana, B.C., Morelia, Mich., Zamora, Mich., Durango, Dgo., Toluca, Edomex., Colima, Col., Manzanillo, Col., y Guanajuato, Gto. También por vía terrestre carretera a través de vagonetas de servicio público (aunque lo prestan concesionarios) la ciudad se comunica con las restantes 10 cabeceras municipales del Estado en servicios que van dependiendo de la afluencia en salidas de hasta cada 10 minutos a cada hora las menos concurridas, la gente las llama "combis" y son un servicio muy económico y sobre todo rápido, las cabeceras que se conectan a través de estos concesionarios son Calvillo al Poniente, Palo Alto (Cabecera de El Llano) por el oriente, y hacia el norte San Francisco de los Romo, Pabellón de Arteaga, Rincón de Romos, Asientos, Tepezalá, Cosío y San José de Gracia. Como la cabecera de Jesús María está conurbada a la ciudad tiene servicio de ruta de autobuses urbano y no requiere de este servicio que se consideraría foráneo.
- Por ferrocarril, solamente para transporte de carga, el ferrocarril México-Ciudad Juárez pasa por la ciudad y la estación se encuentra en el poblado de Chicalote a 25 minutos de la ciudad en el municipio de San Francisco de los Romo. El ferrocarril tiene una conexión con el de San Luis Potosí.

Las carreteras que comunican a la ciudad con el resto del país son la Federal 45 que comunica a Aguascalientes por el norte con Zacatecas, si se sigue por esta se llega a Ciudad Juárez y esta misma por el Sur a Lagos de Moreno, Jalisco y León Guanajuato. si se sigue para el Sur nos encontraremos con Querétaro Qro. y México, D. F. La carretera Federal 70 conecta Aguascalientes con San Luis Potosí, S.L.P. y si se sigue hacia el oriente con Tampico, Tam. Por el lado poniente se toma la Federal 70 se llega a la ciudad de Calvillo, Ags. y en esta topa en la Federal 54 (que conecta a Zacatecas, Zac. con Guadalajara, Jal.). Aunque la mayoría de las personas toman la Federal 45 sur se salen de ella hacia San Juan de los Lagos y después toman la carretera libre o de cuota 80 que comunica a Guadalajara, Jalisco con Lagos de Moreno, Jalisco.

## Servicios

### Higiene
Recibió el premio "Escoba de Platino 2012" por ser una de las ciudades más limpias de Latinoamérica.

### Salud

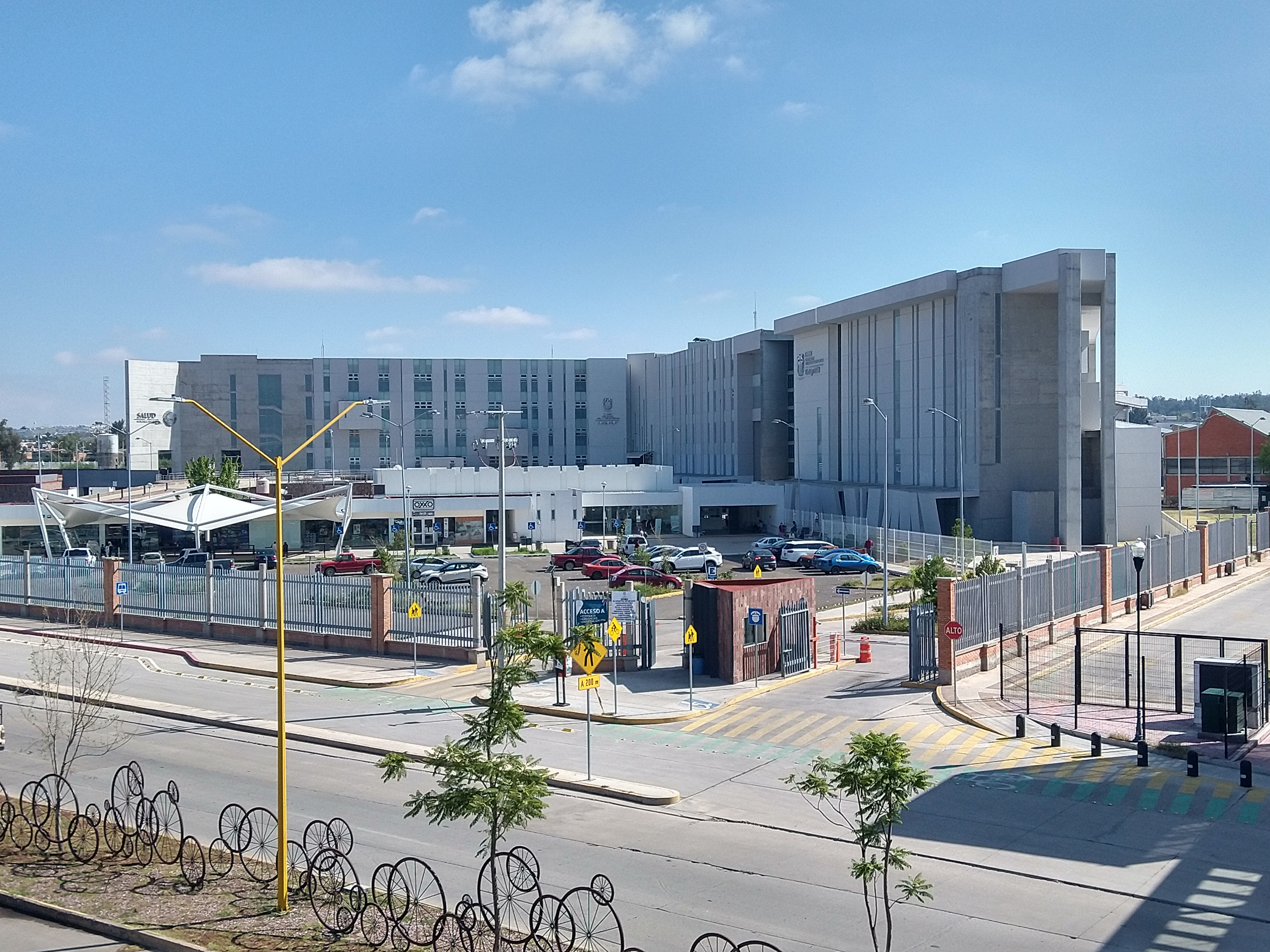
Hospital Hidalgo, el hospital público de más reciente creación en Aguascalientes.

El estado de Aguascalientes, cuenta con 11 unidades de medicina familiar del Instituto Mexicano del Seguro Social y 3 hospitales generales de zona de segundo nivel. Con sus principales especialidades como medicina interna, cardiología, pediatría, psiquiatría, urología, traumatología y ginecología. Los hospitales generales de zona cuentan con servicios de urgencias adulto, urgencias pediátricas y urgencias de ginecología y obstetricia.

### Educación
Se encuentran establecidas en la ciudad varias instituciones de Educación Superior que ofertan una verdadera gama de estudios de licenciatura y estudios de posgrado, algunas de ellas estatales y pueden tener unidades de estudios en otros municipios del Estado de Aguascalientes, que no tocaremos en esta sección. Estas escuelas de nivel superior son:

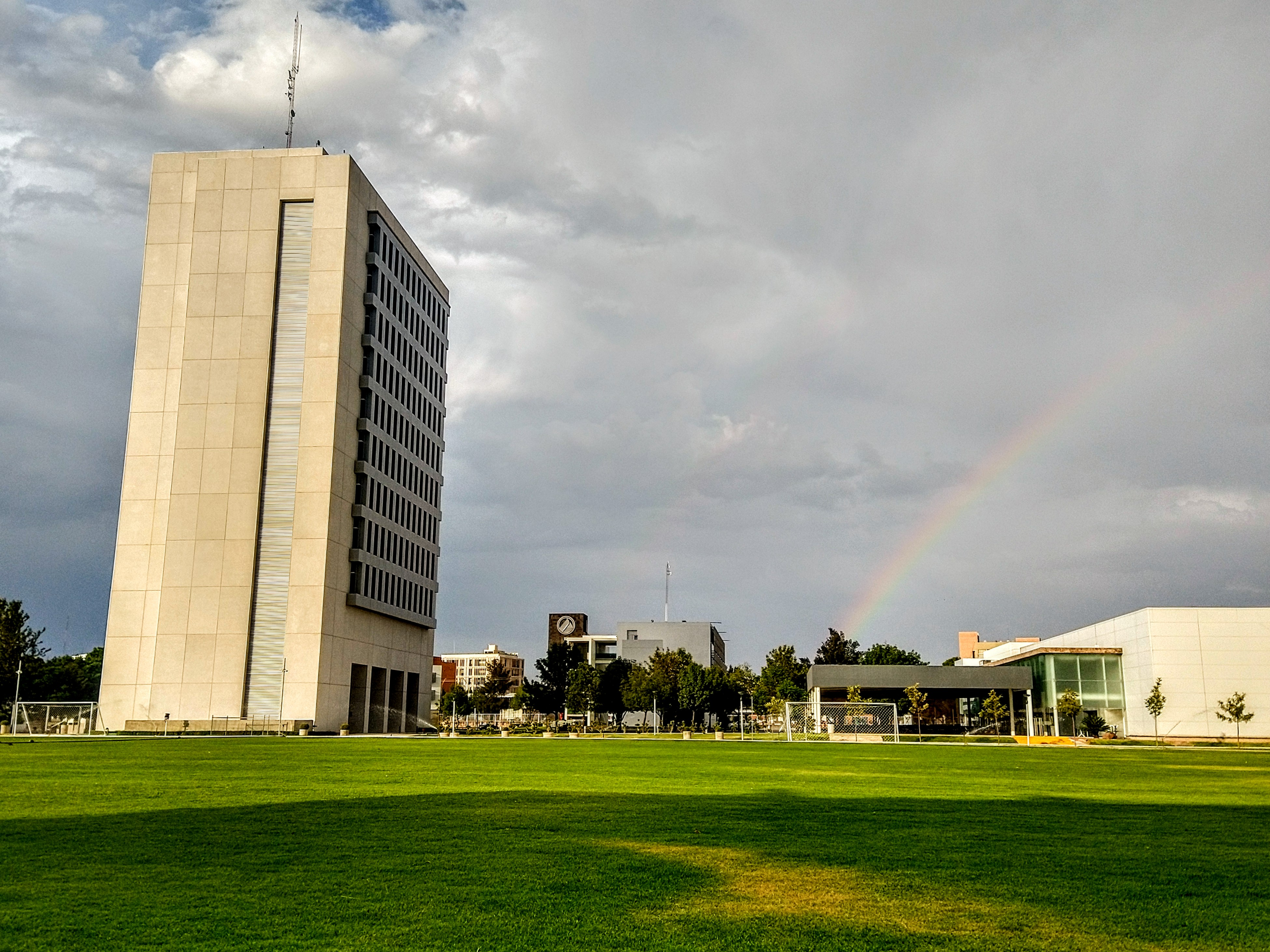
Universidad Autónoma de Aguascalientes.

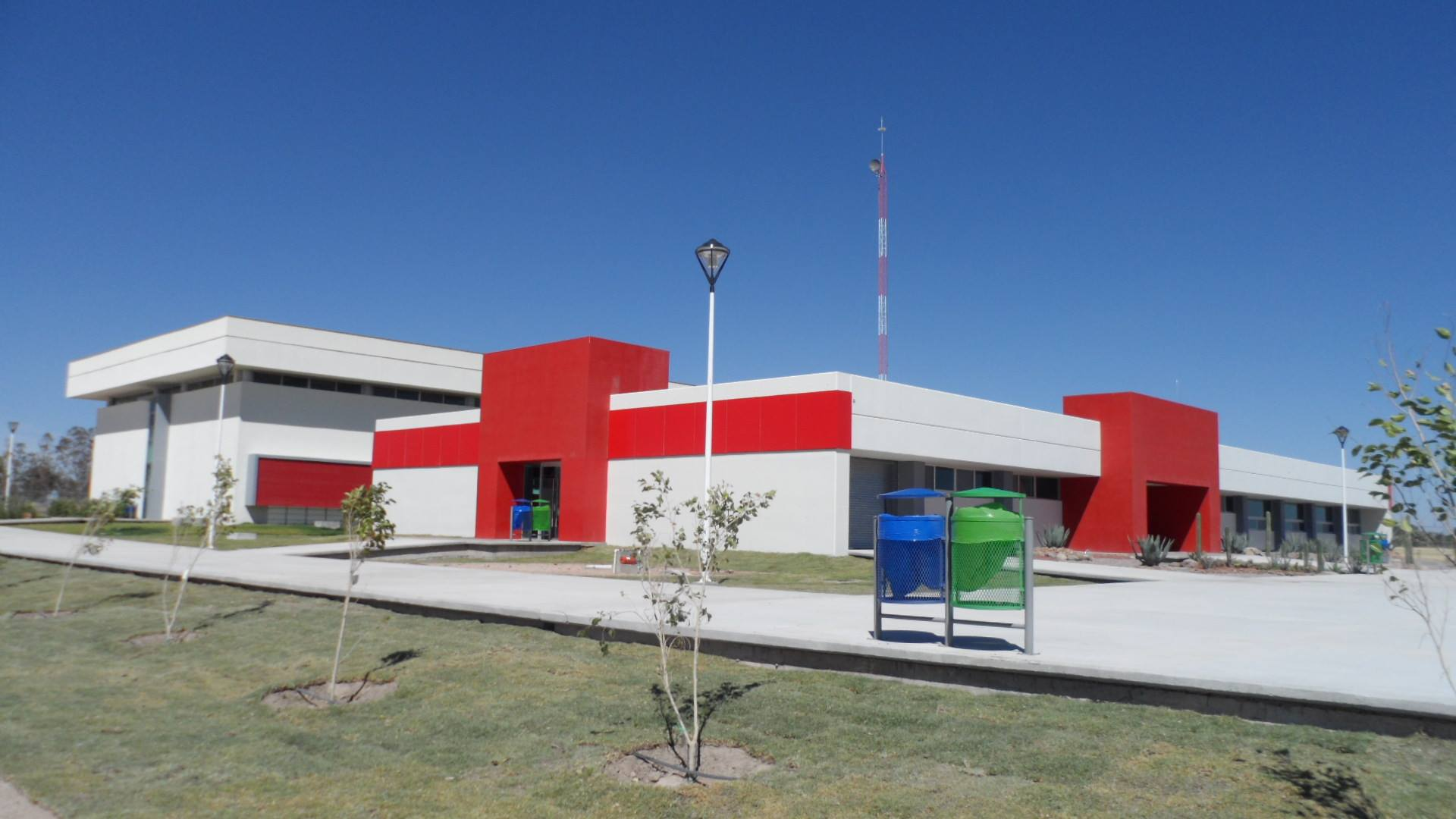
Universidad Tecnológica el Retoño.

#### Universidades Públicas
- Universidad Autónoma de Aguascalientes (UAA) es una universidad estatal, y ofrece más de 50 licenciaturas en 8 centros de ciencias, más de 10 maestrías y cinco doctorados, se encuentra en av. Universidad 940, fracc, Ciudad Universitaria. Posee varios campus, aunque el principal es Ciudad Universitaria en el citado domicilio.
- Instituto Tecnológico de Aguascalientes (ITA), más antiguo que la UAA, se encuentra en el extremo oriental de la av. Adolfo López Mateos en el llamado cerrito de la Cruz, ofrece 10 licenciaturas y varios posgrados.
- Universidad Tecnológica de Aguascalientes (UTA), fundada en septiembre de 1991, siendo una de las tres primeras Universidades Tecnológicas del país. Tuvo como principal objetivo la implementación e innovación de los modelos educativos en la educación superior.[39]
- Universidad Politécnica de Aguascalientes (UPA) es una institución a cargo del Gobierno del Estado, es una universidad con oferta académica a nivel licenciatura innovadora.
- Universidad Tecnológica el Retoño (UTR) es una institución pública con sede en la ciudad de Aguascalientes que presta servicios educativos de TSU e Ingeniería.
- Escuela Normal de Aguascalientes, ubicada en la esquina que forman las avenidas Héroe de Nacozari y paseo de la Cruz, es una escuela con más de 100 años de antigüedad, ofrece dos licenciaturas, una en Enseñanza Primaria y otra en Preescolar, todas en modalidad femenina.
- Universidad de las Artes, del Instituto Cultural de Aguascalientes. Ubicada en av. Gómez Morín.
- Escuela Normal Superior Profesor José Santos Valdés, ubicada sobre la av. Nazario Ortiz Garza, al oriente de la ciudad, es una institución pública con casi 30 años de antigüedad (por ende una de las instituciones más viejas a nivel superior en la entidad), ofrece licenciaturas en enseñanzas de nivel medio, español, matemáticas, ciencias naturales, ciencias sociales, inglés, psicología y pedagogía.

#### Universidades Privadas
- Instituto Tecnológico y de Estudios Superiores de Monterrey (ITESM) no está ubicado precisamente en la ciudad de Aguascalientes, sino en el municipio de Jesús María, sobre la av. Garza Sada.
- Centro de Investigación y Docencia Económica (CIDE), después de más de 35 años y de una larga trayectoria de aporte en ciencias sociales, está explorando nuevas rutas de fortalecimiento institucional. Con base en la experiencia y filosofía de trabajo del CIDE, la sede Región Centro (ubicada en la ciudad de Aguascalientes) busca ser un espacio académico de excelencia enfocado en el estudio multidisciplinar de “lo regional”.[40]
- Universidad Cuauhtémoc. Ubicada en el extremo norte de la av. Independencia ofrece 20 licenciaturas y varios estudios de posgrado, es una de las universidades con mejores instalaciones deportivas (cuenta con cancha de fútbol, gimnasio de pesas con instructor de tiempo completo y cancha de voleibol playa) y unos de los laboratorios de odontología más completos de la entidad.
- Universidad del Valle de México (UVM), ubicada sobre el Blvd. Juan Pablo II, al oeste de la ciudad, es una universidad con modernas instalaciones.
- Centro Regional de Educación Normal de Aguascalientes, (CRENA) es una escuela normal que ofrece las licenciaturas en enseñanza y preescolar, la primera generación que se graduó lo hizo en el año de 1977, es una escuela normal mixta y muchos de los profesores varones que ejercen en la región del Bajío han salido de esta institución.
- Universidad Panamericana Campus Bonaterra Aguascalientes, ubicada al sur de la ciudad sobre la av. José Ma. Escrivá de Balaguer, ofrece más de 15 estudios a nivel licenciatura y varios de posgrado, tiene una de las mejores escuelas de negocios y es la sede aguascalentese del IPADE. La Ciudad Universitaria cuenta con un edificio central en forma de la típica Y. Es una escuela con mucho prestigio en la región. Varios de sus estudiantes en electrónica han ganado importantes competiciones a nivel mundial en varias ocasiones.
- Universidad de León (Guanajuato), recientemente establecida en la ciudad, se ubica sobre la av. José Ma. Chávez al sur de la ciudad frente a la Clínica N.º 1 del IMSS, es una universidad leonés y en esa entidad está ampliamente arraigada. Ofrece 10 estudios diferentes a nivel licenciatura.
- Universidad del Valle de Atemajac (UNIVA) recientemente establecida, se ubica sobre la av. Luis Donaldo Colosio, es una institución privada y católica, es una universidad ampliamente arraigada en la ciudad de Guadalajara, Jalisco, en donde se fundó.
- Seminario Diocesano de Aguascalientes, ubicado sobre la av. Paseo de la Cruz dentro del anillo de av. Convención de 1914, es una escuela de formación católica recluida, que prepara jóvenes para el servicio católico, se obtiene además la licenciatura en Filosofía, (es decir educandos pueden no seguir adelante y terminar esta licenciatura).
- Universidad del Desarrollo Profesional (UNIDEP).
- Universidad la Concordia, de reciente creación, es una universidad humanista con 2 planteles de estudios superiores y 3 planteles de bachillerato.
- Universidad de Estudios Avanzados (UNEA), ubicada en el centro comercial Plaza Cristal, cuenta con bachillerato y universidad.

## Deporte

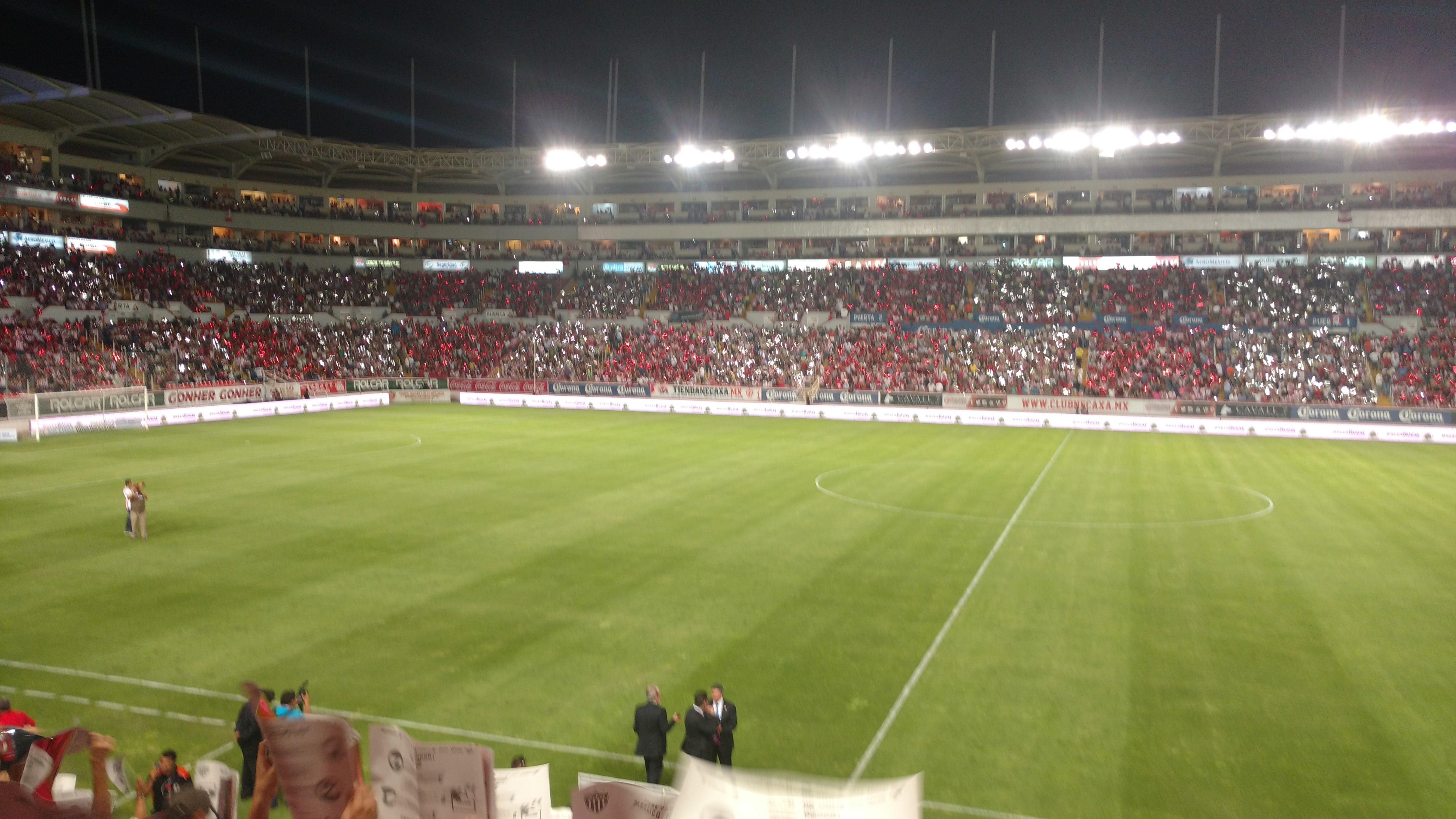
Estadio Victoria, casa del Club Necaxa.

Los Gallos de Aguascalientes fue un equipo de fútbol profesional de México. Fundado en la ciudad de Aguascalientes, participó en la segunda división de México y en primera división "A".
La ciudad es casa del equipo de fútbol de los Rayos del Necaxa que juega en la Liga MX, club que originalmente jugaba en la Ciudad de México, de los equipos de baloncesto las Panteras que juega en la LNBP, de los Cuervos del Pabellón de la CIBANE y del equipo Rieleros de Aguascalientes que participa en la Liga Mexicana de Béisbol.
La ciudad cuenta con varios estadios entre los que se encuentra el parque Alberto Romo Chávez de béisbol (casa de los Rieleros), el gimnasio Hermanos Carreón, la Unidad Deportiva IV Centenario (casa de las Panteras), el Estadio Victoria (casa del Necaxa), el Autódromo Internacional de Aguascalientes, entre otros.
El estadio Victoria está situado a solo una cuadra de la avenida Alameda; tiene capacidad para 25.000 espectadores, un restaurante, zona de palcos y cuenta con fuentes iluminadas que se encienden cada vez el equipo local anota un gol.
El nombre del estadio fue vendido en concesión de 50 años al Grupo Modelo, el cual le asignó el nombre de "Victoria" por la marca de una de sus cervezas.
Este estadio también es la casa del equipo de fútbol americano Halcones de Aguascalientes. Este estadio ha presenciado un partido de la selección mexicana de fútbol y una copa azteca. Es también el marco elegido por artistas de renombre para efectuar sus conciertos.
En la ciudad de Aguascalientes se han establecido tres clubes deportivos que son el Club Campestre de Aguascalientes, y que cuenta con campo de golf completo con 18 hoyos (también cuenta con alberca, canchas de tenis, frontenis, squash, fútbol, área de spinning y cuenta con gimnasio de pesas y se pueden practicar las disciplinas de manera profesional o como aficionado, en este club se imparten diferentes clínicas, una de las clínicas con mayor prestigio de la ciudad es la de fútbol masculino infantil, rutina de pesas, yoga, pilates, natación, spinning, etc). El Club Deportivo Futurama, el segundo más completo después del Campestre, no cuenta con campo de golf pero tiene el mayor complejo de canchas de tenis, las hay techadas y al aire libre y también con gradería de sol y con sombra por lo que es prácticamente imposible esperar turno para hacer uso de ellos, también cuenta con área de frontenis, squash, cancha de fútbol, alberca, canchas de baloncesto al aire libre y duela de baloncesto, área de spinning y gimnasio de pesas y se pueden practicar las disciplinas de manera profesional o como aficionado, (uno de los más modernos y completos de la entidad), en este club se imparten diferentes clínicas, una de las clínicas con mayor prestigio en la ciudad es la de baloncesto infantil (tenis, rutina de pesas, yoga, pilates, natación, bodypump, spinning, etc). El Club Deportivo Pulgas Pandas, cuenta con campo de golf con 18 hoyos y fue el segundo en establecerse en la ciudad, está ubicado al norte de la ciudad en un coto cerrado, además alrededor del campo de golf se encuentran casas habitacionales, cuenta con alberca, canchas de tenis y gimnasio de pesas, en este club también se imparten clínicas de diversas disciplinas.
En abril de 2009 se inauguró el Autódromo Internacional de Aguascalientes, un óvalo de 1400 metros (7/8 de milla) para competiciones de coches tipo NASCAR. La NASCAR Corona Series, el campeonato más importante del país, disputó su fecha inaugural de 2009 en este inmueble, evento que atrajo a más de 20.000 aficionados.
En mayo de 2010 se inauguró el Domo Deportivo "Bicentenario", donde se encuentra el velódromo que es considerado por la COPACI como el mejor de América y el más veloz del mundo.

## Urbanismo

### Trazo urbano

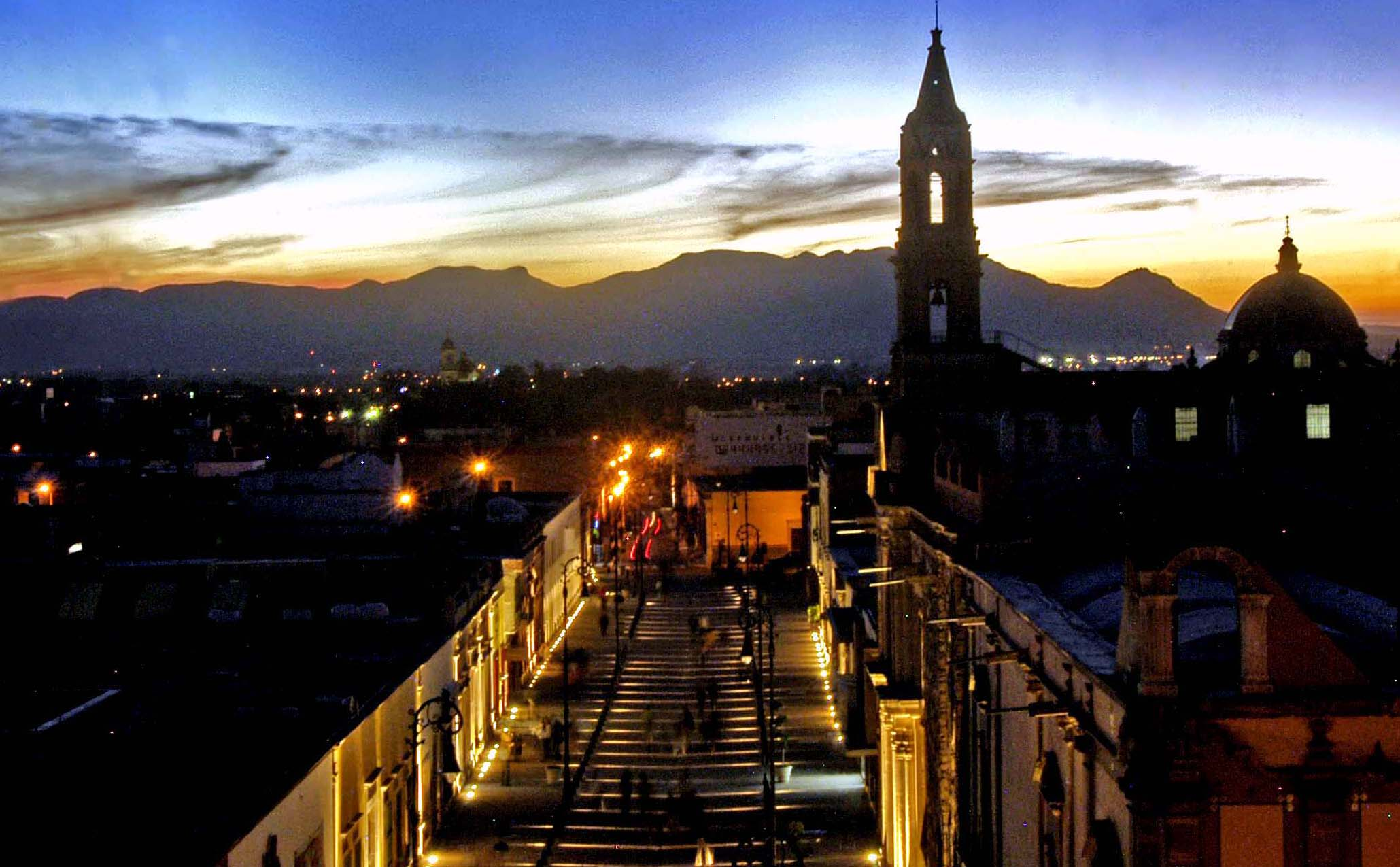
Centro de Aguascalientes con vista al cerro del Muerto

El desarrollo urbano de Aguascalientes, y en particular el área metropolitana, es uno de los mejores en México.
En la ciudad de Aguascalientes se pueden distinguir dos trazados urbanos. El antiguo, del centro histórico colonial, data de los siglos XVI, XVII y XVIII, y se caracteriza por haber sido trazado en calles rebuscadas por los colonos españoles, con el propósito de mitigar las emboscadas de los pueblos chichimecas.  El segundo, más moderno y mejor planeado, destaca por sus tres anillos periféricos concéntricos, así como vialidades alternas en cada dirección. Además, como la ciudad se ubica en un valle extenso, no tiene elevaciones importantes que dificulten trazos rectilíneos. El trazo antiguo está ubicado dentro del anillo de circunvalación avenida Convención de 1914.

### Principales vialidades
La ciudad de Aguascalientes, además de sus tres avenidas en forma de anillos concéntricos, es cruzada por la avenida Héroe de Nacozari de norte a sur, y por la avenida Adolfo López Mateos de oriente a poniente, aunque ninguna de las dos llega al tercer anillo en uno de sus extremos. La avenida Héroe de Nacozari debe su nombre en honor de Jesús García Corona héroe de su localidad Nacozari, Sonora, por la cual sacrificó su vida.
- Zona Centro: Las principales calles son Francisco I. Madero que corre del barrio de la estación a la catedral-basílica en donde cambia de nombre por el de Moctezuma en honor al emperador azteca.
- Zona Norte: la vialidad más importante de esta zona es el bulevar a Zacatecas que se convertirá en la Federal 45 (México-Ciudad Juárez), la avenida Luis Donaldo Colosio, la avenida Universidad, la calle Zaragoza, la avenida Independencia y la avenida Constitución.
- Zona Sur: el bulevar José María Chávez (carretera Federal 45 (México-Ciudad Juárez), la avenida Héroe de Nacozari Sur es importante porque comunica el centro con el complejo industrial sur. Además destacan las Avenidas Mahatma Gandhi, la avenida Las Américas y la avenida de Los Maestros.
- Zona Oriente: La avenida Tecnológico es una de las más importantes se convierte en la carretera dederal 70 que comunica a Aguascalientes con San Luis Potosí y Tampico. También es relevante la Av. Alameda, que comunica al Centro con el extremo poniente de la ciudad.

### Jardines y parques

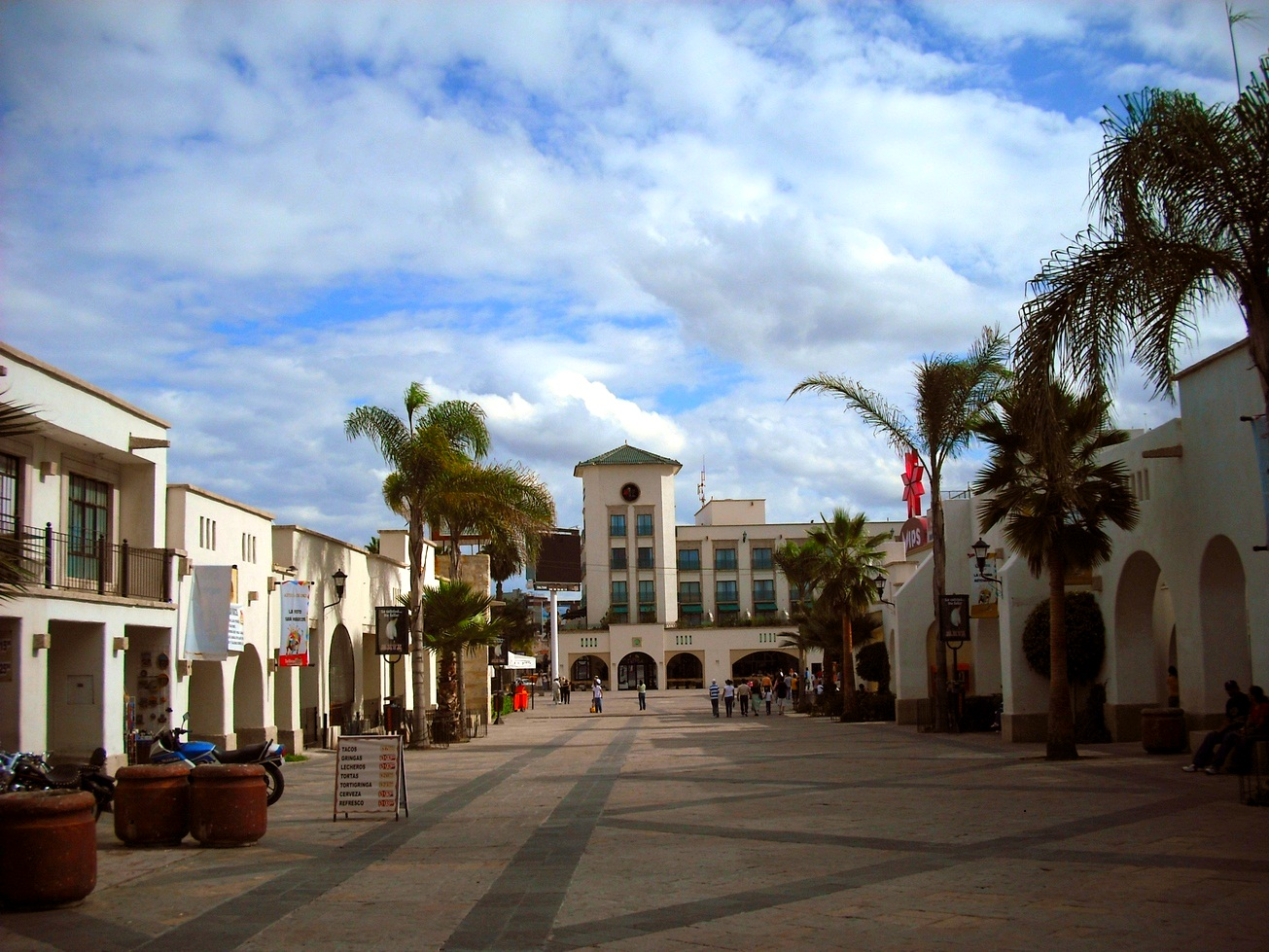
Andador J. Pani.

- El jardín del Encino (en el barrio del mismo nombre), los árboles que se pueden encontrar son fresnos, jacarandas y truenos.
- El jardín de San Marcos (en el barrio del mismo nombre) en donde se pueden encontrar jacarandas y fresnos principalmente, además de ardillas que están tan acostumbradas a la gente que se les puede alimentar con diversas semillas o pan dulce, especialmente las de calabaza.
- El jardín de Guadalupe (en el barrio del mismo nombre).
- El jardín de Cholula (en el barrio de Guadalupe).
- El jardín del Estudiante (en el centro de la ciudad) se encuentra por cierto en la entrada del edificio central de la Universidad Autónoma de Aguascalientes, los árboles que se pueden encontrar ahí son fresnos y jacarandas.
- El jardín de San José, con una fuente en piedra volcánica frente al templo de San José, aunque es pequeño tiene árboles robustos como el laurel de la India.

- El jardín de la Estación (en el barrio del mismo nombre), se ubica actualmente dentro de las instalaciones del complejo ferroviario "Tres Centurias".
- El jardín del Chalet Douglas sobre la av. Alejandro Vázquez del Mercado, está sobre una pequeña escuadra que hacen la citada avenida con la avenida Morelos (de menos de 10 m de largo) y la calle Pedro Parga, en donde se encuentra un busto de la primera alcaldesa que tuvo la ciudad Doña Carmelita Martín del Campo. En este pequeño jardín se encuentran palmas datileras antiquísimas, y una de las farolas reubicadas de la plaza de la Revolución.
- El jardín de Zaragoza, ubicado sobre la avenida 5 de Mayo en el centro de la ciudad, está rodeado por una arquería de cantera rosa con el mismo diseño que tuvo el mercado Terán antiguamente, en este jardín se reúnen grupos profesionales de Mariachi, y por tal motivo es conocido como el "Jardín de los Mariachis" o "Plaza de los Mariachis".
- El jardín Carpio (Manuel Carpio), está ubicado en el centro de la ciudad en donde converge la avenida Independencia y 5 de mayo, en él existe un pequeño monumento al Gral. Luis Ghilardi, con la siguiente mención: "En este lugar fue fusilado el 16 de marzo de 1864 el Gral. Luis Ghilardi, murió por defender la Libertad de México".
- El jardín de los Palacios, ubicado a espalda de los palacios municipal y estatal, actualmente se encuentra debajo de él un estacionamiento para vehículos de Gobierno del Estado, por lo que ya no tiene árboles, pero tuvo álamos en otro tiempo.
- Plaza Fundadores, ocupa el lugar de un antiguo cine a una cuadra de la plaza de Armas. En el costado en donde limita con un muro están escritos con letras doradas los nombres de los fundadores de la ciudad iniciando de arriba abajo con Don Juan de Montoro fundador de Aguascalientes.
- El jardín de las Flores, está ubicado entre el hotel Fiesta Americana y la plaza de toros Monumental de Aguascalientes, frente al complejo de Expo-plaza en las instalaciones de la Feria, es grande y se ubica donde antiguamente se formaba un estanque por el arroyo del Cedazo que desembocaba en el Río San Pedro, actualmente la principal población de árboles son álamos.
- El jardín del Colegio de Arquitectos, se encuentra ubicado al oeste de la ciudad en la esquina que forman la calle Nieto y la avenida Adolfo López Mateos y está repleto de jacarandas de Flor Púrpura y en primavera se puede ver el piso manchado de color púrpura por el efecto de la flor de este árbol, en un espectáculo incomparable.
- El Mezquital de La Pona, es en realidad una zona de la ciudad no poblada, que se encuentra atrás del parque del mismo nombre (Pona) bordeado por las avenidas Alameda al Sur y al Oriente por la avenida Aguascalientes Oriente, es una zona tupida de vegetación en la que el árbol que predomina es el mezquite (Prosopis). Se han alzado voces en pro de su conservación como zona ecológica de la ciudad.
- El jardín Chuleta del Campestre, este se encuentra sobre la av. Universidad justo en donde desemboca la av. Luis Donaldo Colosio, es conocido con ese nombre por la resbaladilla de hormigón que en una época estaba pintada de rojo y que asemejaba una chuleta de res. En él se encuentra una estatua en honor al Lic. Manuel Gómez Morín y un quiosco.
- Plaza de las Generaciones, ubicada en el lado sur de Ciudad Universitaria en la Universidad Autónoma de Aguascalientes al norte de la ciudad, se encuentra detrás de rectoría y está dividido en terrazas donde el nivel más alto se encuentra al este de la plaza y la terraza más baja en el lado oeste de la plaza, está cubierto por una gruesa capa de césped, y en él se puede encontrar una rotonda formada por cipreses en la terraza este, en donde además se encuentran álamos, durazneros, manzanos, sauces chillones, etc. en las terrazas ponientes se pueden encontrar pirules y sauces chillones.
- Jardín del Dorado, se encuentra ubicado al sur de la ciudad en la esquina que forman las av. Aguascalientes Sur y av. Las Américas, está poblado de puras jacarandas y en él se erigió una estatua de Juan Pablo II.

Los Parques más importantes de la ciudad se detallan a continuación:
- Parque Rodolfo Landeros Gallegos (parque Héroes Mexicanos) ubicado en el lugar que ocupó hasta principios de la década de los 80 el aeropuerto de la ciudad, es el más grande y se ubica sobre la av. José Ma. Chávez al sur de la ciudad, está poblado de álamos y eucaliptos, cuenta con un lago artificial con fauna instalada de carpas y patos, también tiene áreas temáticas para niños como lo es "La zona de Cri-Cri" con grabaciones de las principales canciones de Francisco Gabilondo Soler, la Cabaña de Juan Chávez, en donde los niños aprenden sobre perspectiva y relatividad, la ciudad miniatura con recreaciones de los principales edificios civiles de la ciudad (el INEGI, la UAA, El Jardín de San Marcos, etc.), cuenta con asadores diseminados por el parque, una pista de patinaje sobre ruedas, canchas de basquetbol, pasamanos, resbaladillas, ciclopista, aviario, y un trenecito que da un recorrido por todo el parque; además se pueden rentar bicicletas de 2 y 4 plazas. El parque cuenta con un vivero para su reforestación.
- Parque Miguel Hidalgo, se encuentra ubicado en las esquina que forman la calle Poder Legislativo y la av. Adolfo López Mateos, es uno de los más viejos, y más densamente arbolados, cuenta con un trenecito real (sobre rieles), un pequeño lago artificial, está poblado de grandes fresnos, también tiene una pequeña zona con animales en rehabilitación, venados cola blanca, halcones y águilas, un teatro al aire libre, juegos como columpios, resbaladillas y juegos mecánicos.
- Parque el Cedazo.
- Parque México.
- Parque La Pona.
- Parque Tres Centurias.
- Isla San Marcos.

## Distancias
En el estado:
- Asientos 59 km
- Calvillo 52 km
- Cosío 57 km
- El Llano 33 km
- Jesús María 11 km
- Pabellón de Arteaga 30 km
- Rincón de Romos 40 km
- Tepezalá 47 km
- San José de Gracia 43.7 km
- San Francisco de los Romo 22.4 km

En el país:
- Guadalajara 246 km
- Ciudad de México 507 km
- San Luis Potosí 205 km
- Puebla 636 km
- Tijuana 2,556 km
- León 127 km
- Zacatecas 118 km
- Monterrey 574 km

## Relaciones internacionales

### Consulados
Actualmente la ciudad es sede de los siguientes consulados
- Consulado de España, ubicado al oeste de la ciudad en la esquina que forman la Av. Aguascalientes Poniente y Río Volga.
- Consulado de Francia, dentro de las instalaciones de la Alianza Francesa de Aguascalientes en la calle de República Dominicana del Fracc. Las Américas.

### Ciudades hermanadas
La ciudad de Aguascalientes mantiene relaciones de hermanamiento con ciudades de todo el mundo:
- San José, Costa Rica (1993).[48]
- Commerce, Estados Unidos (2002).[49][50]
- Lampa, Perú; desde el 29 de octubre de 2003.[49][51]
- Modesto, Estados Unidos (2003).[49]
- Temple, Estados Unidos (2003).[49]
- San Luis Potosí, México (2003).[49]
- Pharr, Estados Unidos; desde el 24 de octubre de 2003.[49][51]
- Lynwood, Estados Unidos; desde el 24 de octubre de 2003.[49][51]
- Dolores Hidalgo, México (2003).[49]
- Victoria de Durango, México (2008).[49][52]
- Bahía de Banderas, México (2008).[49]
- Irapuato, México (2008).[53]
- Piedras Negras, México (2010).[54]
- San Cristóbal de las Casas, México (2013).[55]
- Aipe, Colombia (2013).[55]
- Pamplona, España (2013).[55]
- Salnés, España; desde el 16 de enero de 2014.[51]
- Tepic, México (2014).[56]
- Sogamoso, Colombia (2016).
- Manizales, Colombia (2017).[57]
- Tlaxcala, México (2018).[58][59][59]
- Fresnillo, México (2020).[60]
- Cocula, México (2020).[61]
- Kanagawa, Japón.[62]
- Wuhan, China.[63]
- Venecia, Italia.[64]
- Guadalajara , México.[65]
- Aurora, Estados Unidos.